# Chevrolet Caprice
Chevrolet Caprice ([kəˈpris]) — американский полноразмерный автомобиль, выпускавшийся подразделением корпорации GM Chevrolet как модель с 1966 по 1996 год. В 1965 году существовала комплектация модели Chevrolet Impala — Chevrolet Impala Caprice, на следующий модельный год выделенная в самостоятельную линию автомобилей «Chevrolet».
С 1965 по 1985 годы выпускалась более дешёвая модель Chevrolet Impala, кроме того до 1975 года выпускалась ещё более дешёвая модель Chevrolet Bel Air, а до 1972 — находящаяся в самом низу модельного ряда Biscayne.
Все автомобили с именем «Caprice» были связаны друг с другом технически и имели общую платформу (GM B-Platform), в частности, общую раму (после 1977 года она была несколько укорочена в связи с уменьшением размеров автомобиля в целом).
После прекращения производства «Caprice» в 1996 году, единственным традиционным американским полноразмерным седаном осталась модель Ford Crown Victoria.
До 20 октября 2017 года выпускалась новая модель, разработанная Австралийской маркой «Holden» специально для полиции США. Автомобиль, по сути, является клоном автомобиля Holden Caprice. Выпускался Chevrolet в двух версиях: полицейская и гражданская, отличающаяся отсутствием прожектора-искателя на передней стойке и видоизмененной передней части салона.

## Impala Caprice
В 1965 году для модели Chevrolet Impala предлагалась люксовая комплектация Impala Caprice'. Это был четырёхдверный хардтоп, нацеленный против популярной конкурентной модели Ford Galaxie LTD. Комплектация включала в себя более жёсткую подвеску, улучшенное оформление салона с использованием высококачественных сортов винила и ткани, толстые ворсистые ковры на полу, отделку панели приборов под дерево и такие же вставки на дверных картах, дополнительные блестящие детали отделки, виниловый верх в виде опции и эксклюзивные колпаки колёс.
Относительно происхождения названия, существуют две версии. Согласно первой, его придумал менеджер по продажам корпорации GM Боб Ланд (Bob Lund), вдохновлённый названием своего любимого ресторана в Нью-Йорке. По другой версии, модель была названа именем Кэприс Чепмэн (Caprice Chapman), дочери Джеймса П. Чепмэна (James P. Champan), влиятельного чиновника в дирекции чемпионата The IndyCar Series.

## Второе поколение (1971—1976)

### 1971–1972
В 1971 году был представлен автомобиль второго поколения. Колёсная база нового поколения Caprice была увеличена до 3086 мм. Сильным изменениям подвергся кузов, который по своей стилистике стал схож с Chrysler New Yorker 1971 года. В новом Caprice производитель решил сделать акцент на роскошность модели: решётка радиатора напоминала о люксовых моделях Cadillac, задние фонари были обрамлены хромированной накладкой, дверные ручки были утоплены вровень с поверхностью дверей.
Значительным изменениям подвергся салон, в отделке которого стали использовать высококачественные ткани и винил. Появились вставки под дерево и новый двухспицевый руль, на приборной панели стоял новый ленточный спидометр, а также центральный передний подлокотник с мягкой обивкой. Интересным нововведением стала и двухслойная крыша, которая создавала термостатический эффект, уберегая пассажиров от перепадов температур.
Caprice, как и Cadillac, имел большой выбор дополнительного оборудования: сидения с электроприводом и 6 положениями, магнитола формата 8-track и кондиционер, которые устанавливались за дополнительную плату.

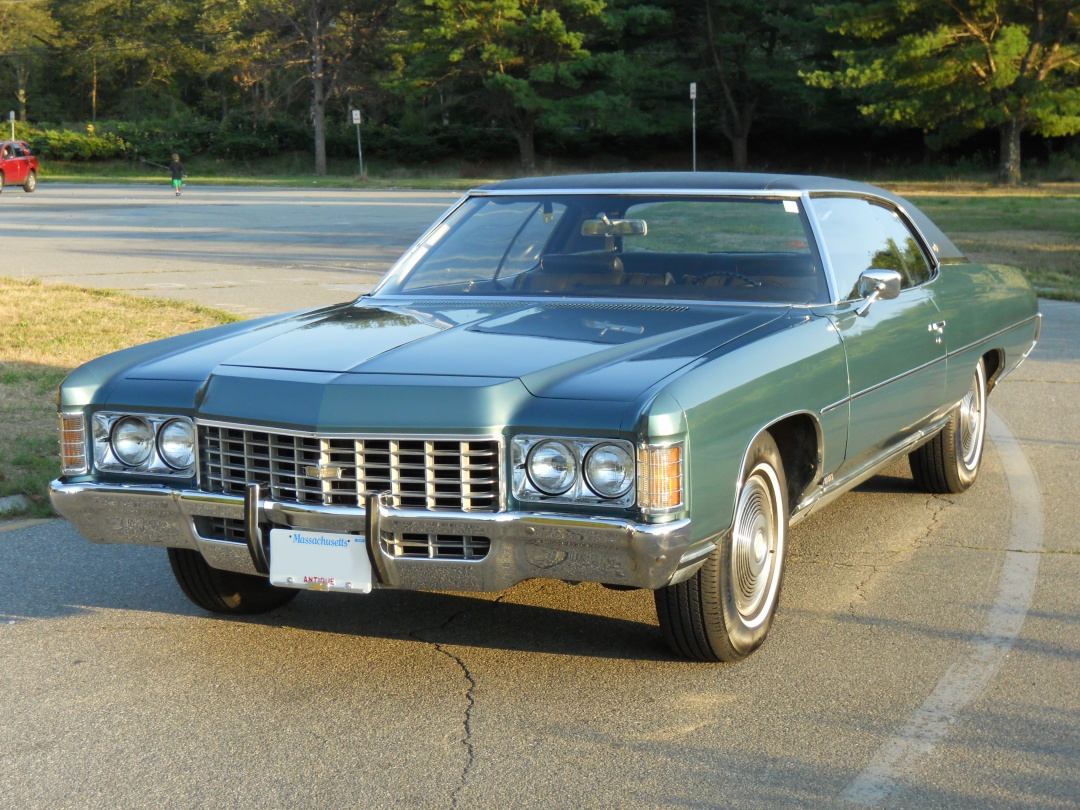
Двухдверное купе Chevrolet Caprice 1971 года
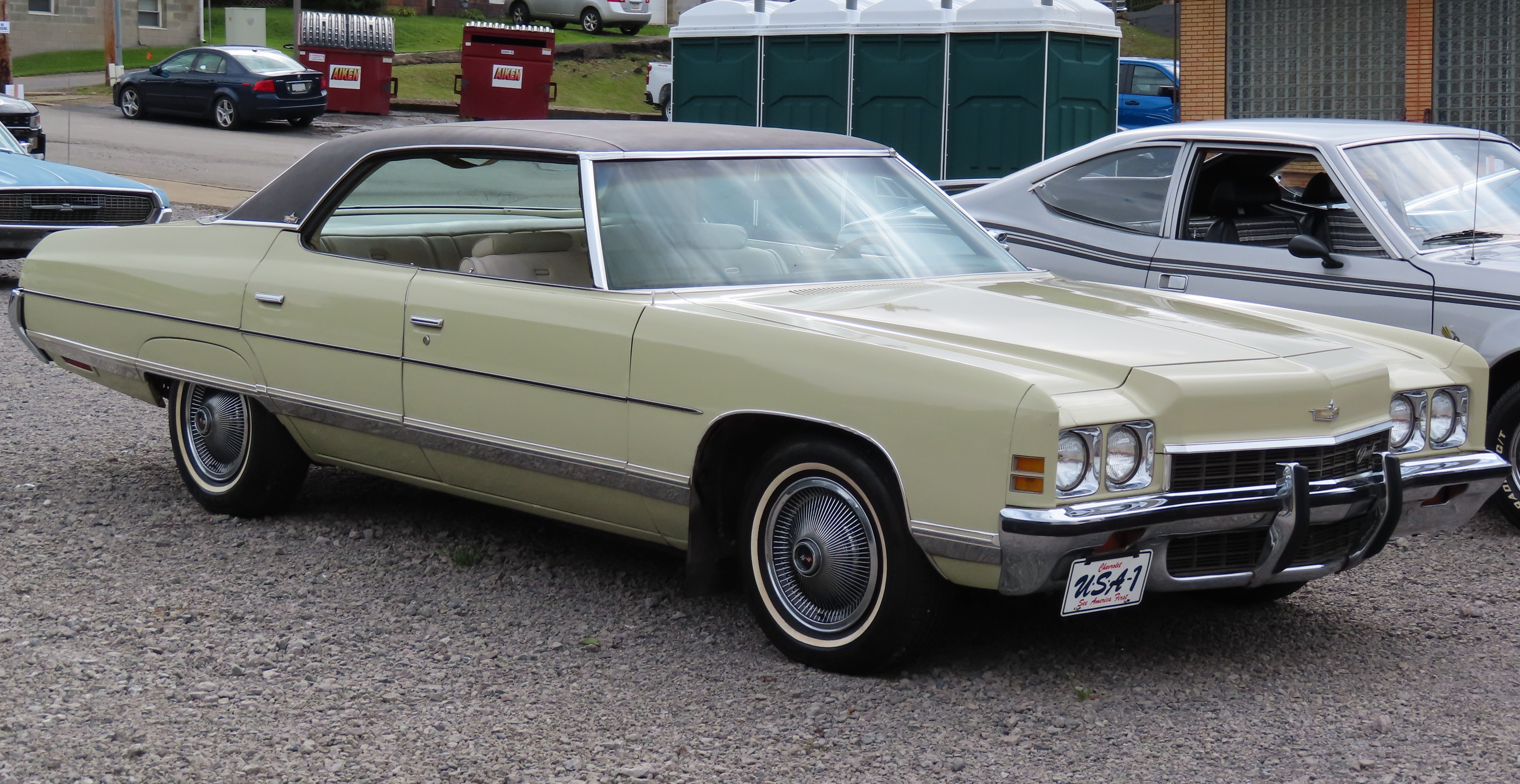
Седан Chevrolet Caprice с изменённой в 1972 году решёткой радиатора
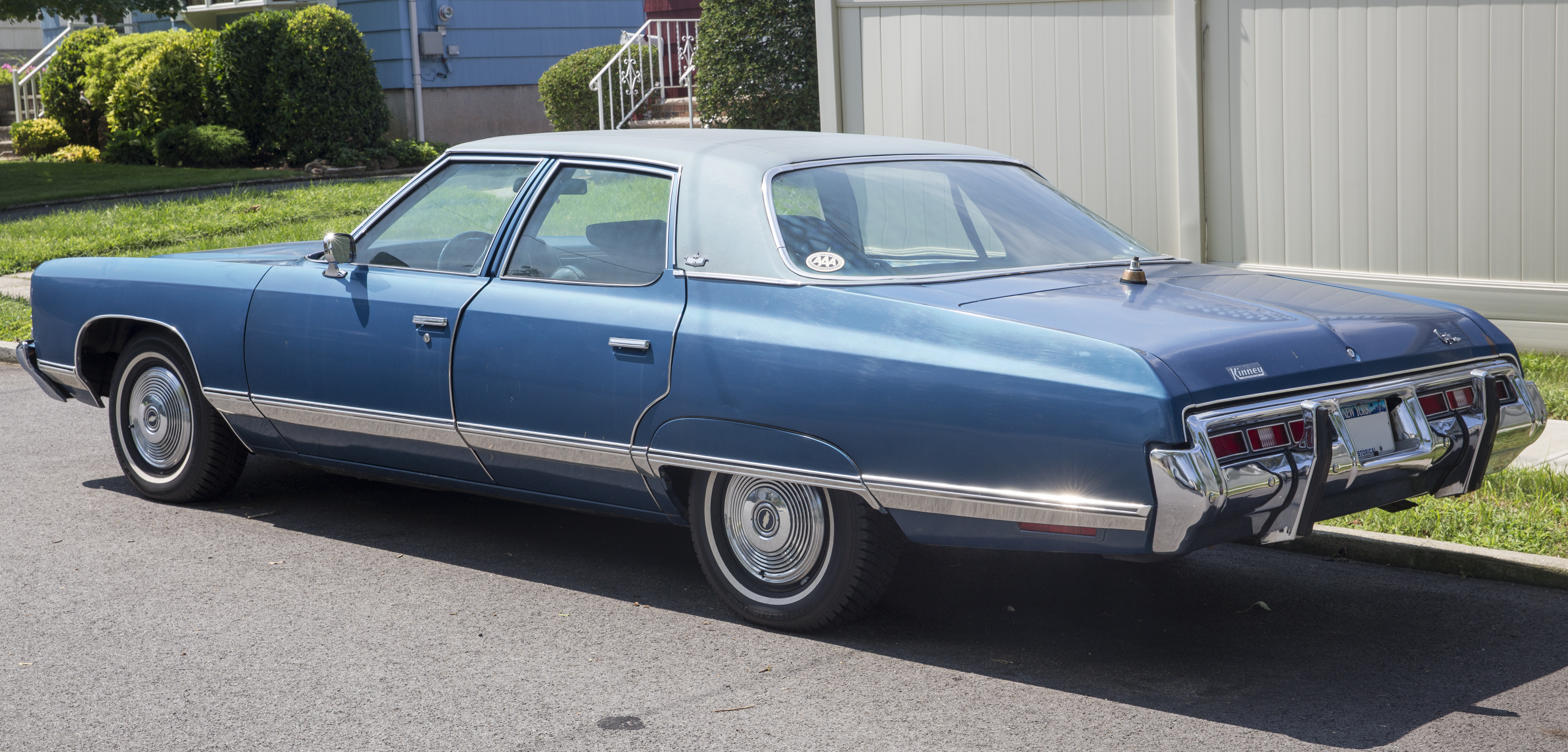
Седан Chevrolet Caprice. Вид сзади
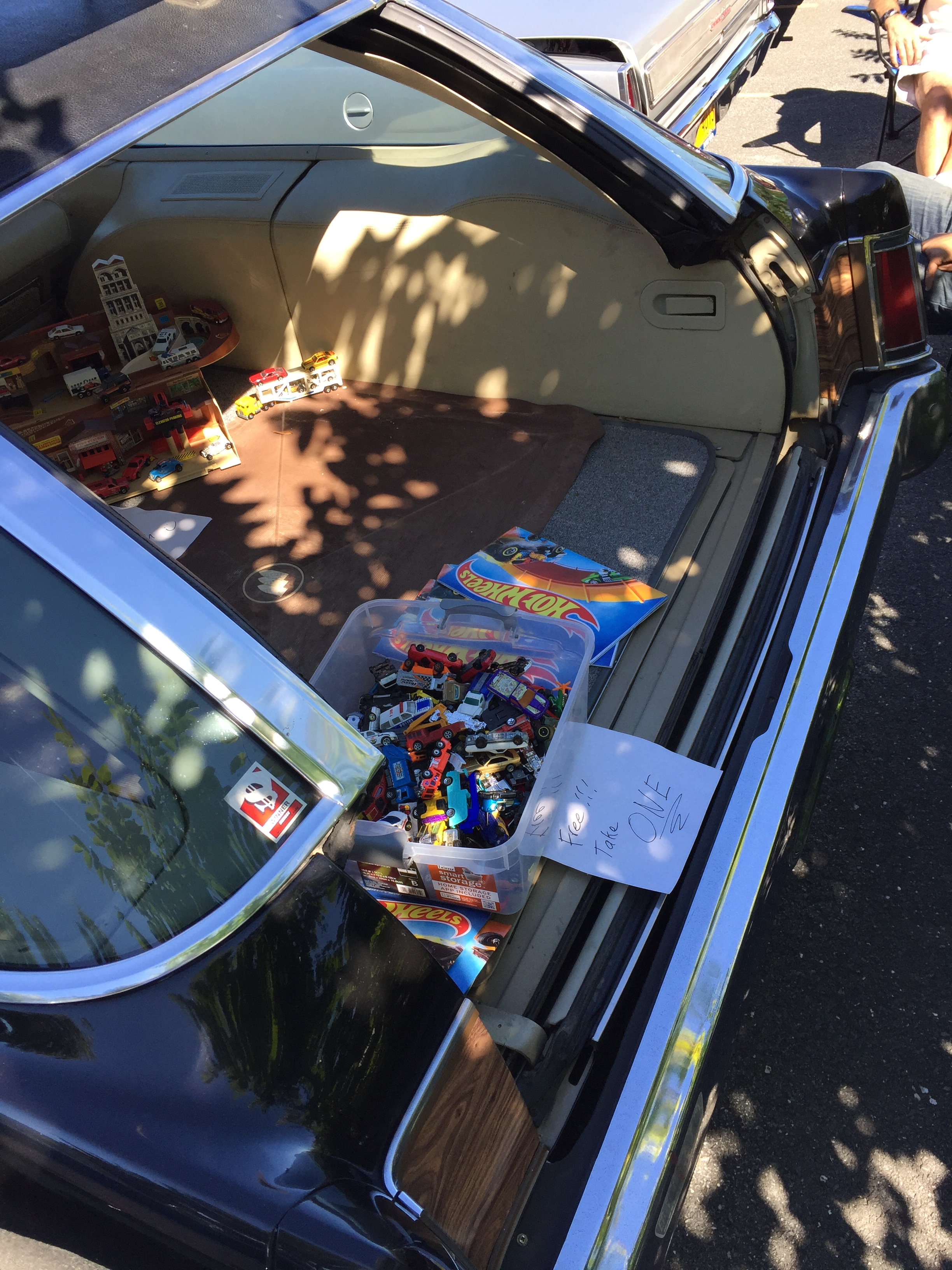
Сдвижная задняя дверь у универсала

Все устанавливаемые на Caprice двигатели имели компоновку V8. Изначально базовым мотором для Caprice был Turbo Fire объёмом 6.5 л. (190 квт; 255 л.с.). На выбор покупателей предлагался Turbo Fire 5.7 л. (194 кВт; 260 л.с.). На версиях Caprice с двигателем 5.7 л. применялись раздвоенные выхлопные трубы, за счёт чего появилась прибавка к мощности (благодаря уменьшению противодавления в выхлопной системе). В более дорогих комплектациях устанавливался двигатель объёмом 7.4 л. (272 кВт; 365 л.с.).
На ранних моделях Caprice (1971 г.в.) трёхступенчатая механическая коробка передач была стандартной, однако уже в середине года автоматическая трансмиссия Turbo Hydramatic и гидроусилитель рулевого управления с изменяемым передаточным отношением стали штатно устанавливаться на всех моделях Caprice и моделях Impala, оснащённых двигателем V8. 

### 1973–1974
В 1973 году, в целях унификации модельного ряда Chevrolet с моделью Caprice, седан и купе были переименованы в Caprice Classic, а модель Chevrolet Kingswood Estate стала называться Caprice Estate. Кабриолет, ранее называвшийся Impala, теперь также стал называться Caprice. На этих автомобилях появилась изменённая решётка радиатора, энергопоглощающий передний бампер и видоизменённый задний бампер, в котором были установлены задние фонари.
В салоне седана и купе появился новый передний диван конфигурации 50/50 с откидной спинкой со стороны пассажира. Передние сиденья также были переставлены, чтобы дать больше места для ног водителям с высоким ростом, но для людей с невысоким ростом такое положение стало неудобным. Торпеда и рулевое колесо теперь предлагались в различных цветах для гармоничности интерьера, а на рулевом колесе появился новый обод с мягким захватом.

Новые стандарты выбросов добавили в двигатели клапаны рециркуляции отработавших газов (с новыми роликовыми толкателями распределительного вала), а мощность двигателей была снижена. Стандартный двигатель Turbo-Fire объёмом 6.6 л. теперь имел мощность 150 л.с. (112 кВт), в то время как единственным дополнительным двигателем стал турбированный двигатель V8 7.4 л. мощностью 245 л.с. (183 кВт) с раздвоенными выхлопными трубами мощностью 215 л.с. (160 кВт) и одной выхлопной трубой, используемой на универсалах. 

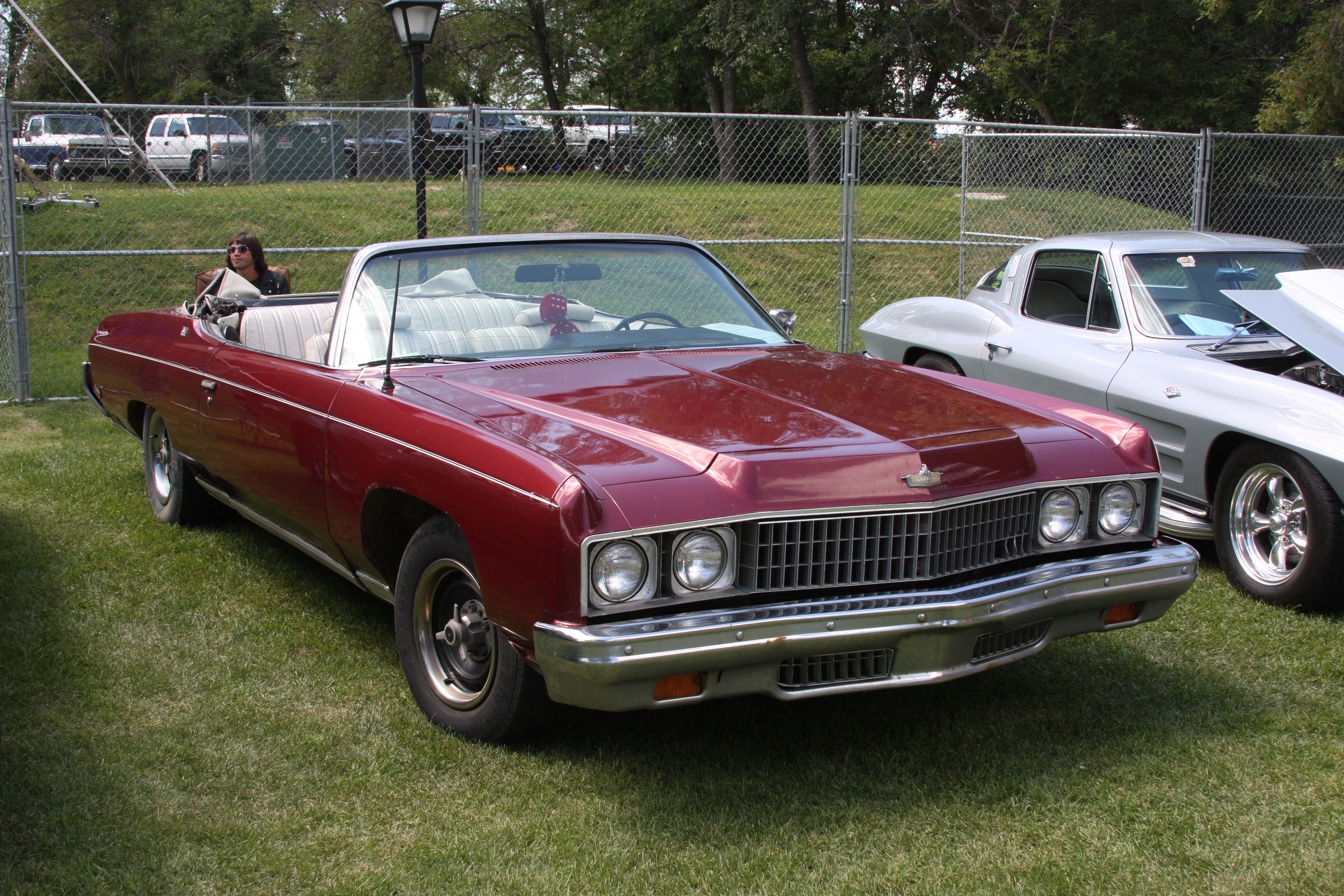
Кабриолет Chevrolet Caprice 1973 года
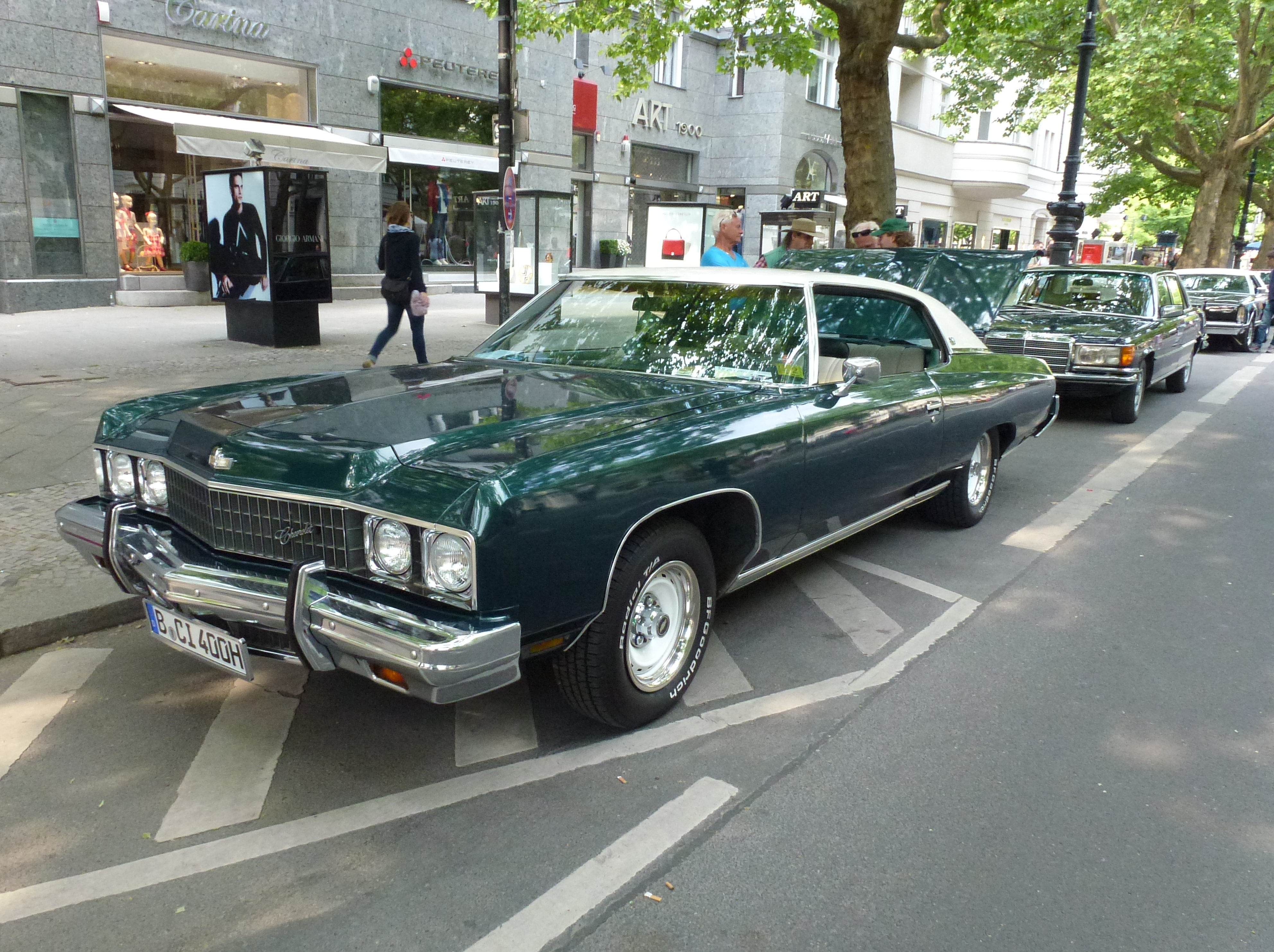
Двухдверное купе Chevrolet Caprice 1973 года
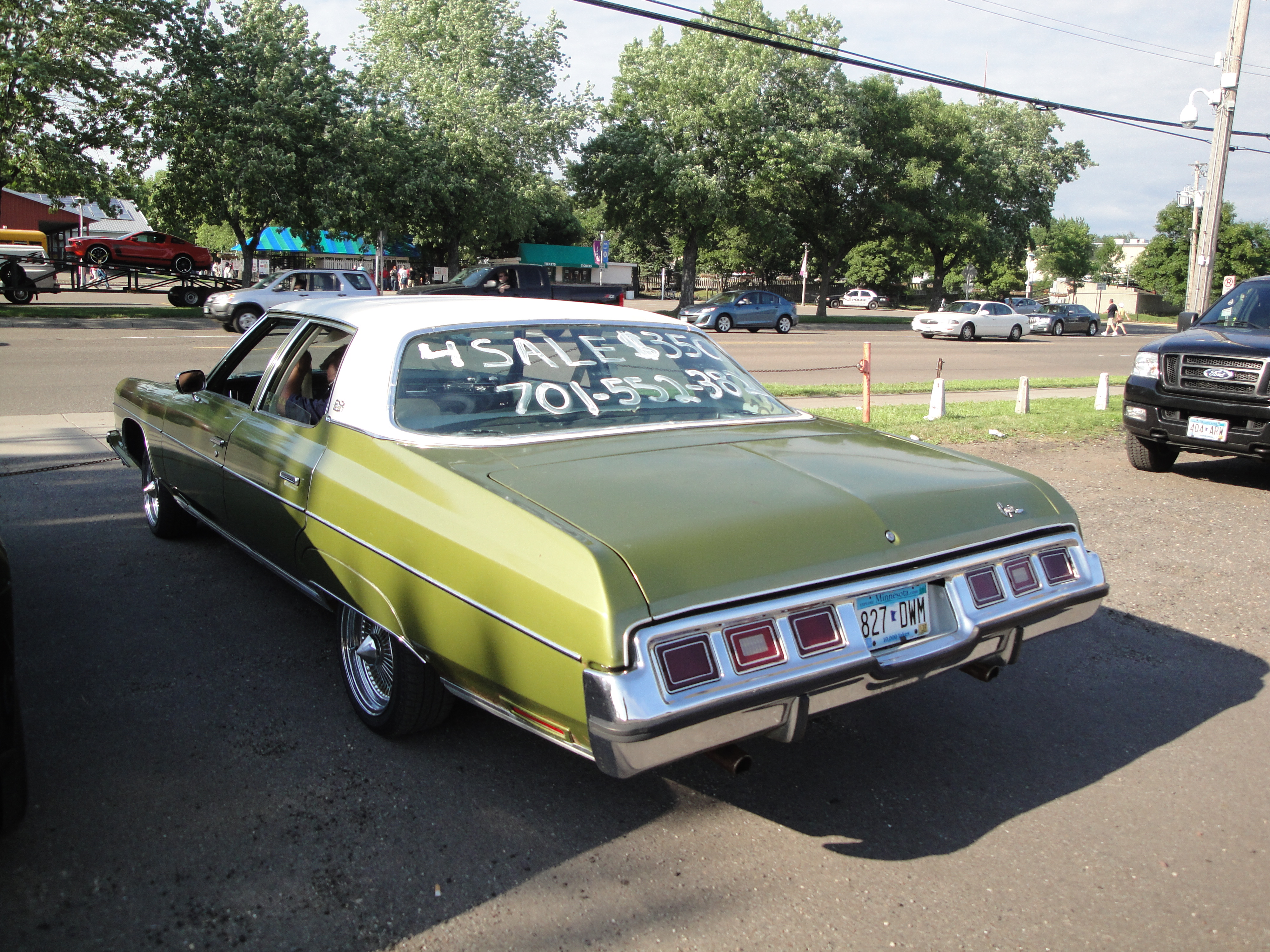
Новое оформление задних фонарей
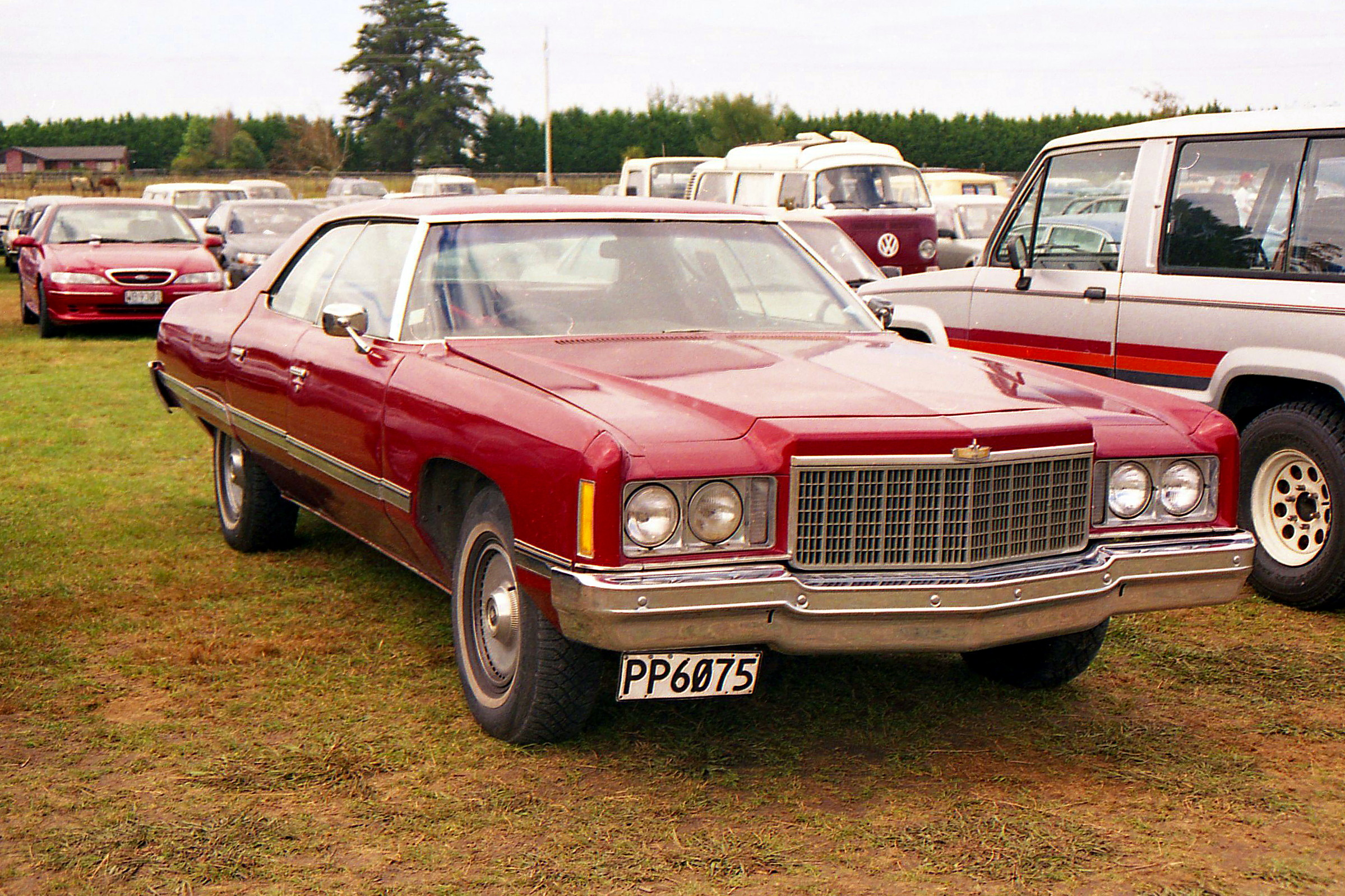
Новый вариант радиаторной решётки на Caprice 1974 года

В 1974 году во внешнем виде кузова снова произошли незначительные изменения: решётка радиатора стала намного выше, а повторители поворотов были перемещены с переднего бампера на крыло. В салоне появились встроенные поясные и плечевые ремни безопасности; новая система блокировки требовала, чтобы водитель и пассажиры на передних сиденьях были пристёгнуты ремнями безопасности, в противном случае двигатель не запускался. Однако такая система подверглась критике владельцев Caprice, поэтому уже в 1975 году была устранена.
Новым в моторной гамме стал четырёхцилиндровый двигатель, основанный на Turbo Fire V8 мощностью 180 л.с. (134 кВт). У официальных дилеров Chevrolet в 49 штатах США этот четырёхцилиндровый двигатель предлагался дополнительной комплектацией, но в Калифорнии он являлся базовым двигателем для всего семейства Caprice. Мощность двигателя 7.4 л. была снижена на 10 л.с., после чего мощность стала составлять 235 л.с. (175 кВт).

### 1975–1976
В 1975 году сильным изменениям подверглось оформление передка и заднего бампера. Внутренняя отделка была серьезно пересмотрена — однако это касалось не использования новых материалов, а изменения облицовки передней панели. Спидометр был размечен до 100 миль в час, причем теперь на нем появилась и градуировка в метрической системе, нанесенная при помощи мелкого шрифта. Из модельного ряда исчез кабриолет — такое решение было принято в связи с прекращением производства соплатформенных транспортных средств.

Выпуск второго поколения Caprice по времени совпал с мировым нефтяным кризисом, начавшимся из-за эмбарго арабских стран. Тогда же в США появилась тенденция к экономии топлива. Поэтому в гамму двигателей был добавлен наименьший силовой агрегат объёмом 5.7 л. (145 л.с.). Специально для покупателей в Калифорнии предлагалась форсированная версия этого двигателя (155 л.с.), при этом в остальных штатах она не продавалась. Для повышения эффективности потребления топлива инженерами GM была разработана новая система электронного (бесконтактного) зажигания, которая стала устанавливаться на всех версиях Caprice. В дополнение были предложены радиальные шины с низким сопротивлением качению, которые могли немного снизить расход топлива. Однако наиболее примечательным нововведением стал указатель расхода топлива, который сигнализировал водителя об изменении расхода топлива при смене его стиля вождения. 

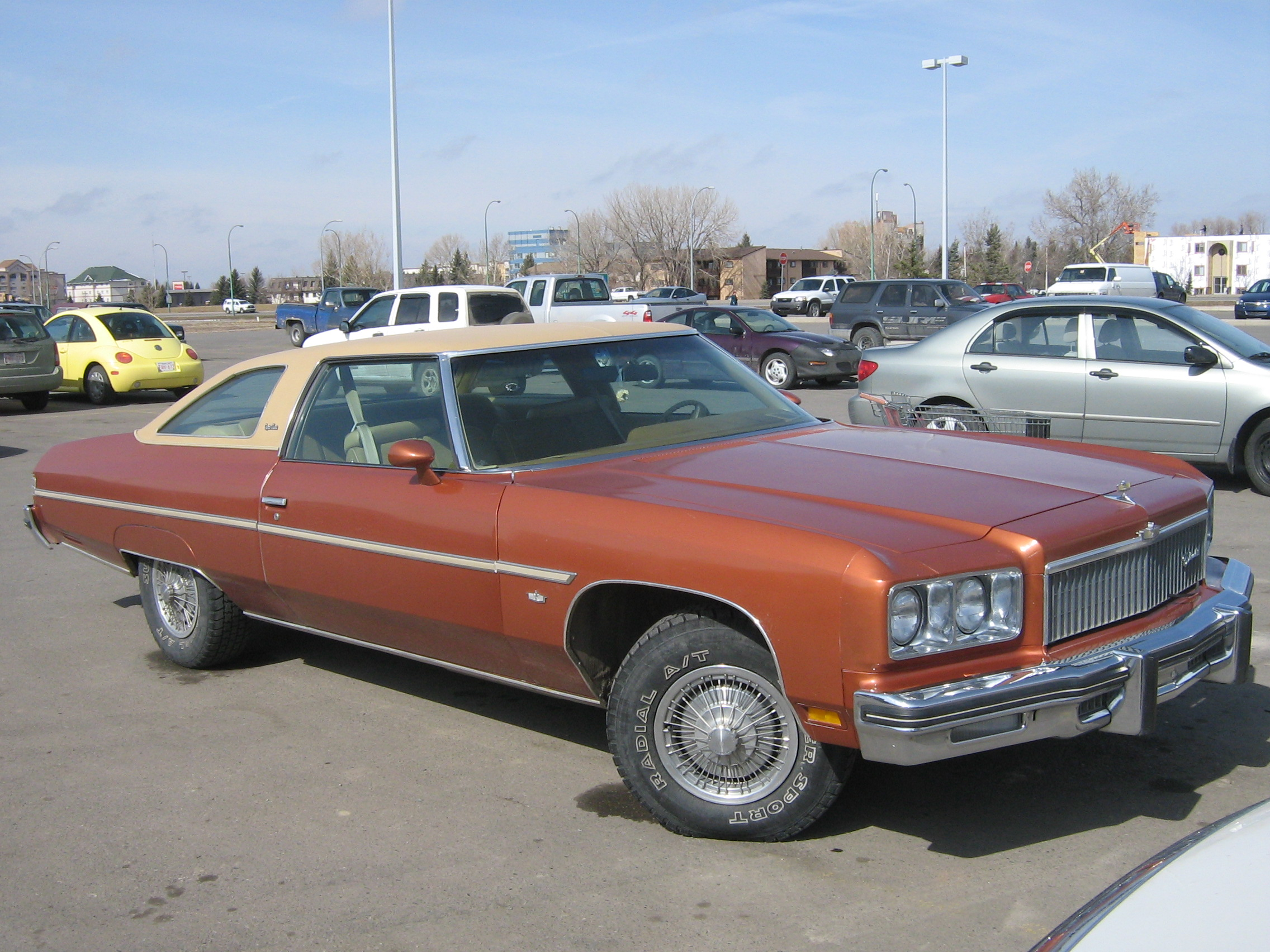
Chevrolet Caprice 1975 года
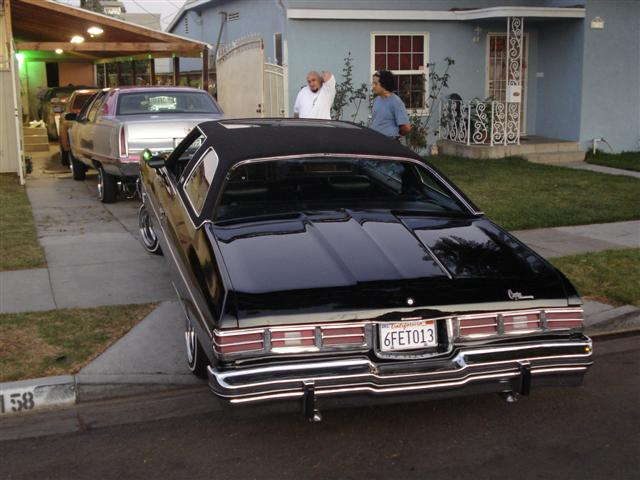
Вид сзади
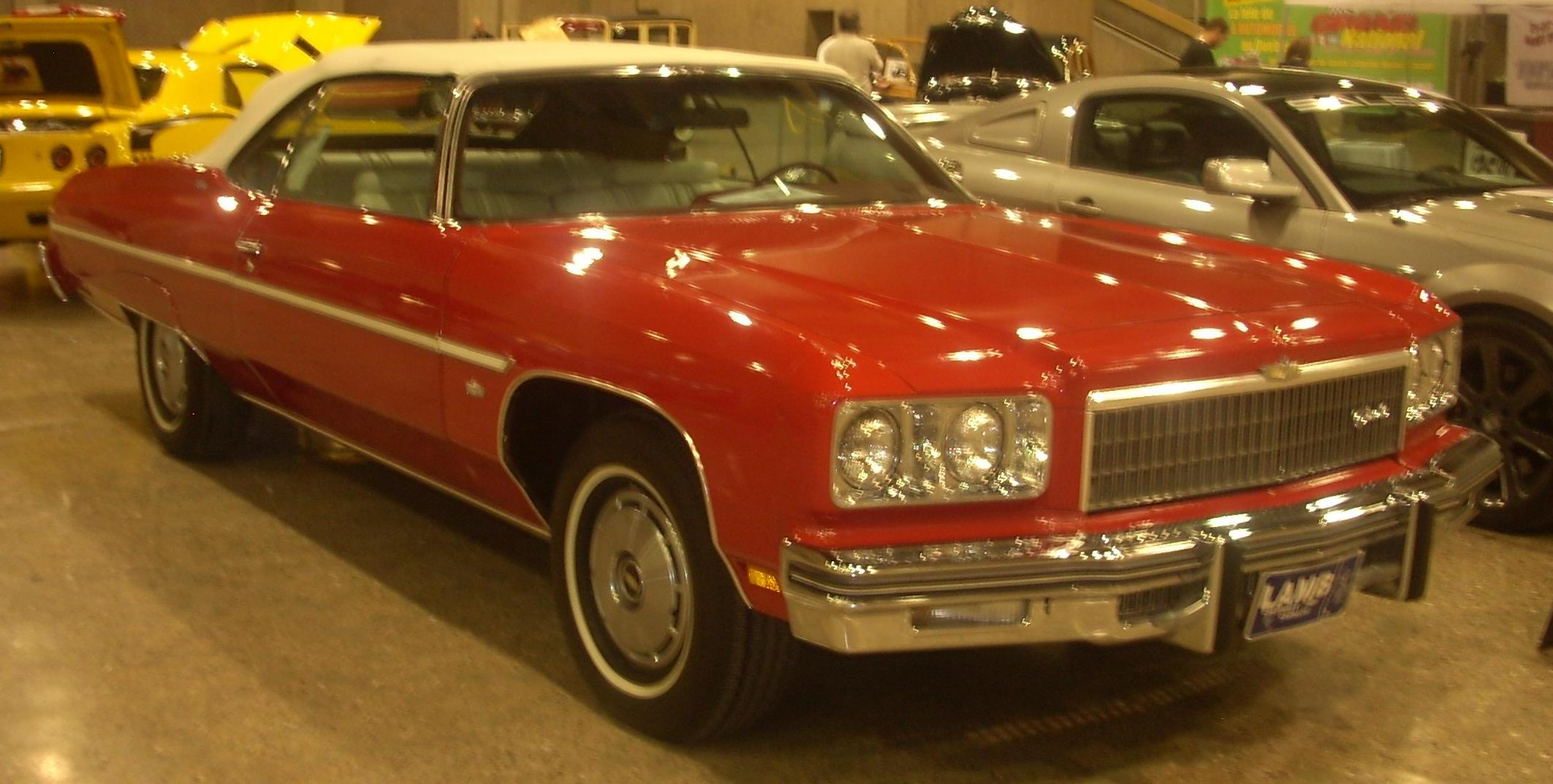
Кабриолет Chevrolet Caprice Classic 1975 года
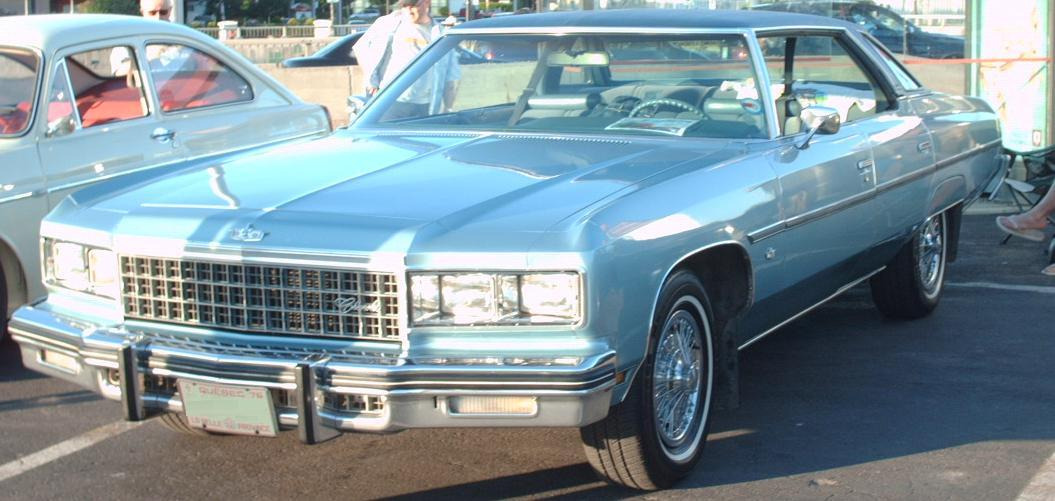
Седан Chevrolet Caprice Classic 1976 года

В 1975 году была предложена эксклюзивная модификация «Landau», которая отличалась от купе виниловой отделкой крыши и задних стоек, а также иной формой задних боковых окон.

## Третье поколение (1977—1990)

### Появление
В ходе продолжавшегося нефтяного кризиса 1973 года цены на бензин в США сильно возросли. Кризис спровоцировал снижение спроса на полноразмерные автомобили, потому что они были слишком неэкономичными.
Такая ситуация на автомобильном рынке заставила корпорацию GM вложить прядка $600 млн. в модернизацию своей платформы B-body. В итоге новый полноразмерный Caprice стал легче на 300 кг, его колёсная база сократилась со 3090 мм до 2946 мм, а длина — с 5662 мм до 5390 мм, без ущерба для внутреннего пространства в салоне и объёма багажника. Из-за уменьшения габаритных размеров полноразмерный Caprice стал меньше среднеразмерного Monte Carlo.
Стилистика кузовных панелей и салона стала более угловатой, что сделало внешний вид Caprice более строгим и выдержанным.

### Запуск в производство
В конце сентября 1976 года в продажу поступил новый седан Caprice Classic. С самого начала производства новый Caprice оказался весьма востребованным в США: в 1977 г. было продано 320279 единиц Impala и 341382 единицы Caprice. В общем объёме продаж эти модели Chevrolet заняли первое место по продажам в США, а Chevrolet Caprice была признана Автомобилем 1977 года по версии журнала Motor Trend.
В 1977—1979 гг. автомобили Impala и Caprice использовали одну и ту же платформу B-body с пружинной подвеской всех колёс (независимой спереди и зависимой сзади), имея при этом одинаковую моторную гамму.
Impala и Caprice были доступны на выбор с тремя типами кузова: купе, седан и универсал. Характерной особенностью купе являлась оригинальная форма заднего стекла: оно состоит из трёх половин и имеет прямые выступающие углы. Это было сделано с помощью процесса гибки пластика горячей проволокой (горячей линейной гибкой). С середины 1977 г. к обычному Sport Coupe присоединилась версия Landau Coupe с задней виниловой половиной крыши.
На автомобилях Caprice в кузове универсал появилась распашная задняя дверь взамен откидной, а стекло могло опускаться. Универсал имел третий ряд сидений, рассчитанных на два пассажира, что делало эти автомобили восьмиместными. Хотя объём багажного отсека нового универсала и был уменьшен до 2500 л, в нём по-прежнему можно было перевозить объёмные предметы.

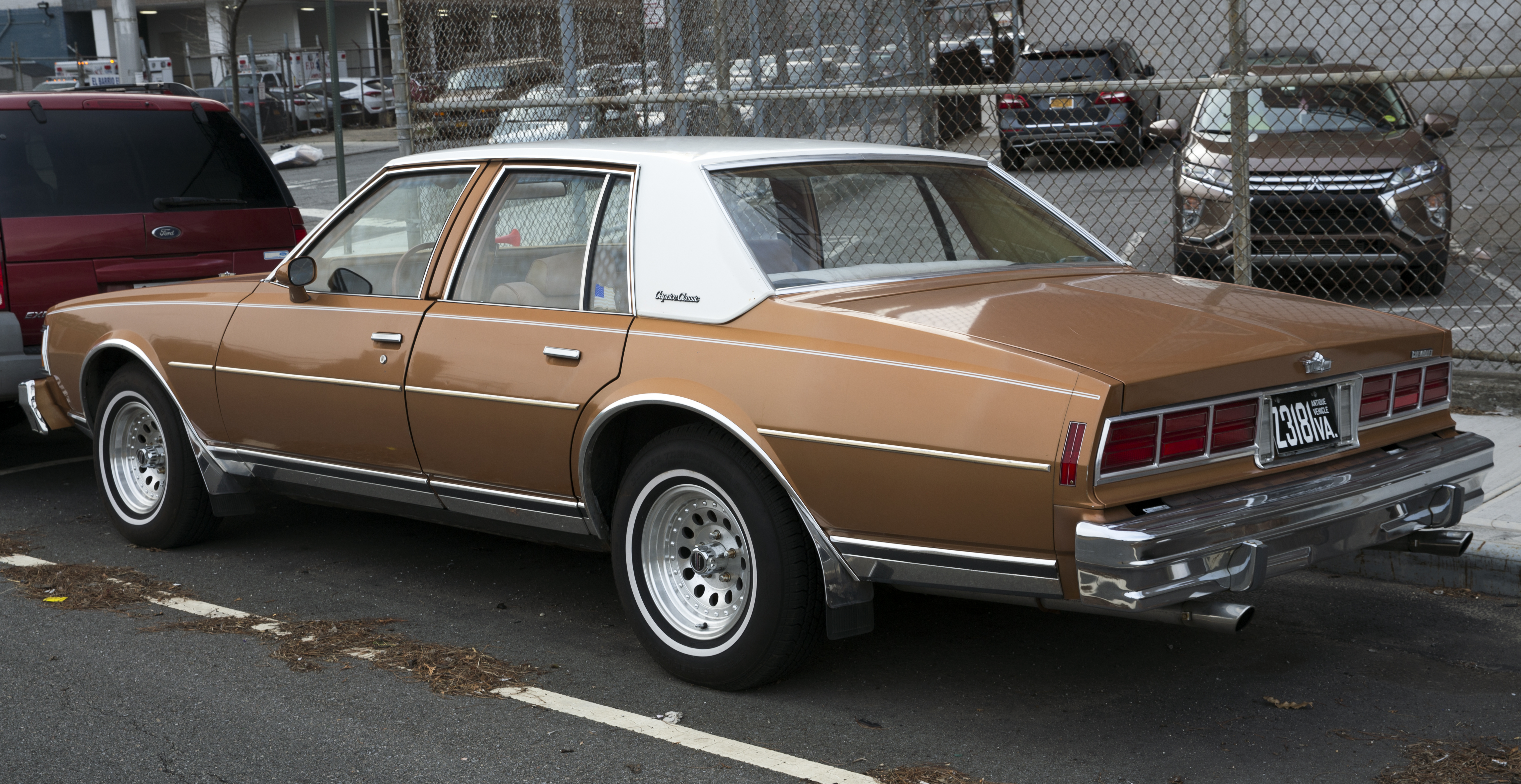
Седан Chevrolet Caprice Classic. Вид сзади
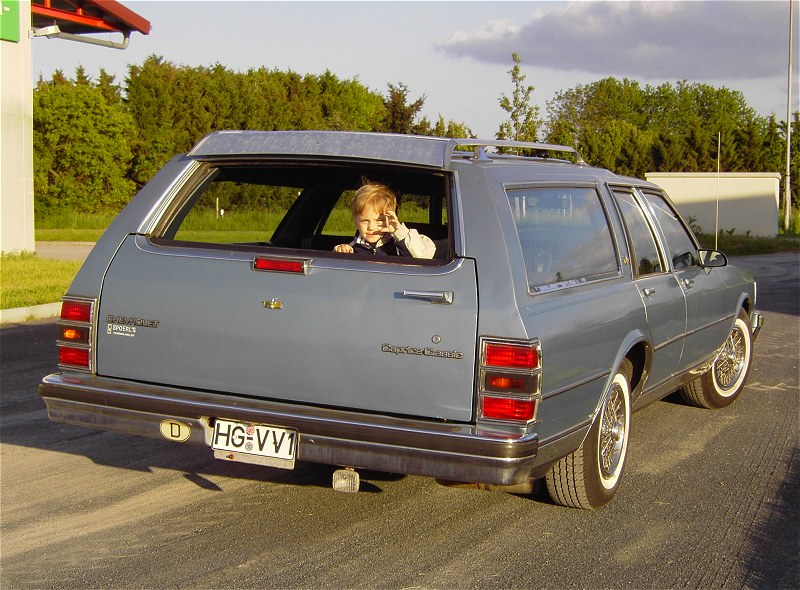
Универсал Chevrolet Caprice с распашной дверью
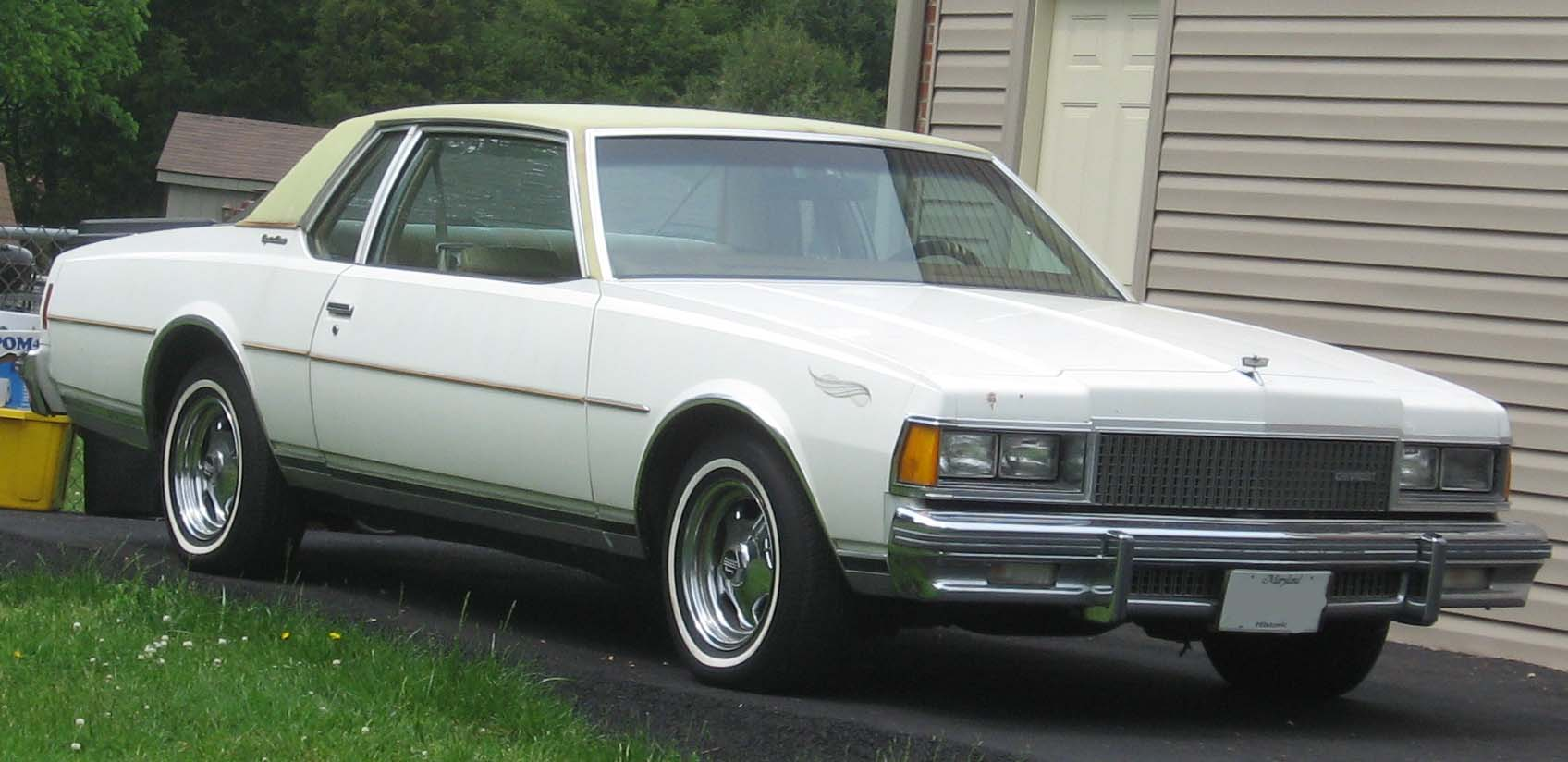
Купе Chevrolet Caprice
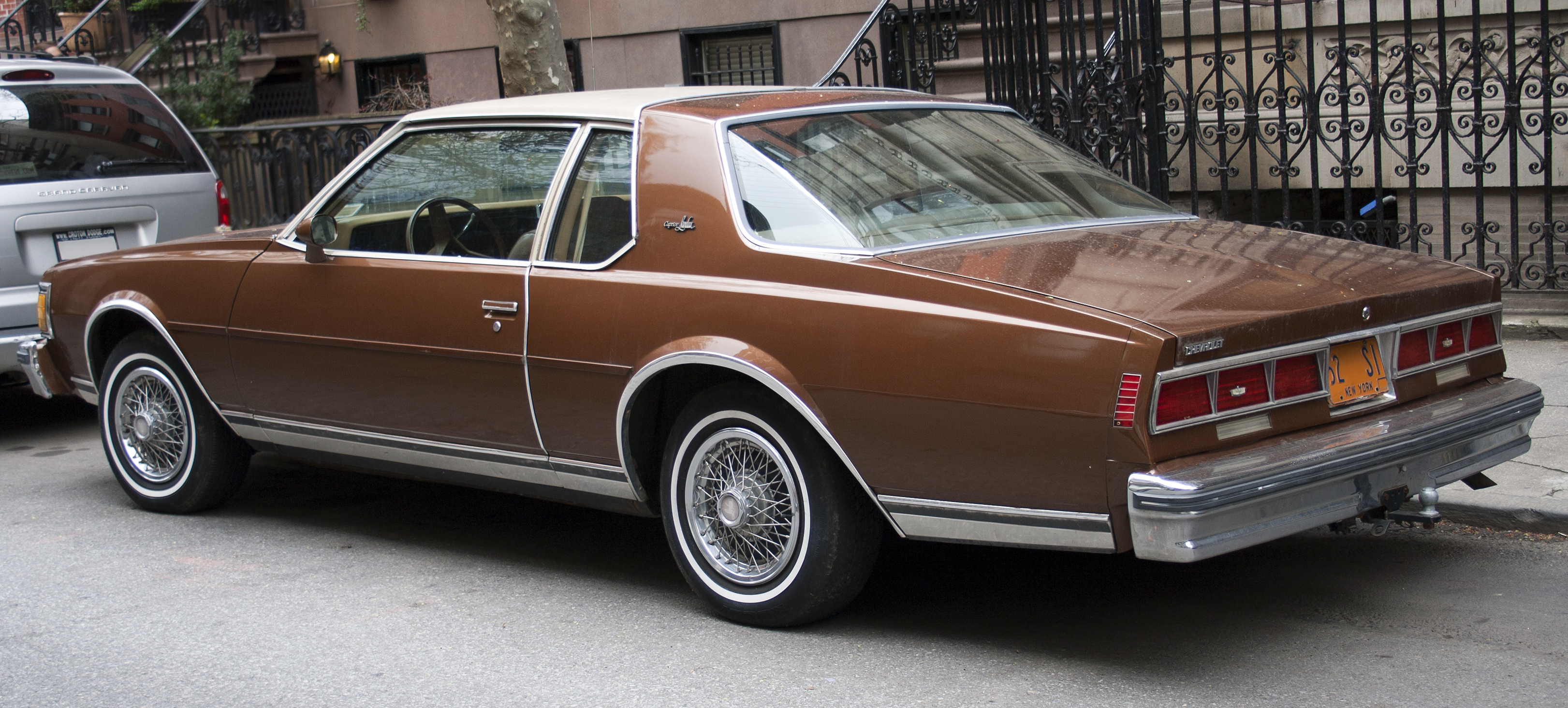
Купе Chevrolet Caprice Landau с фирменным задним стеклом
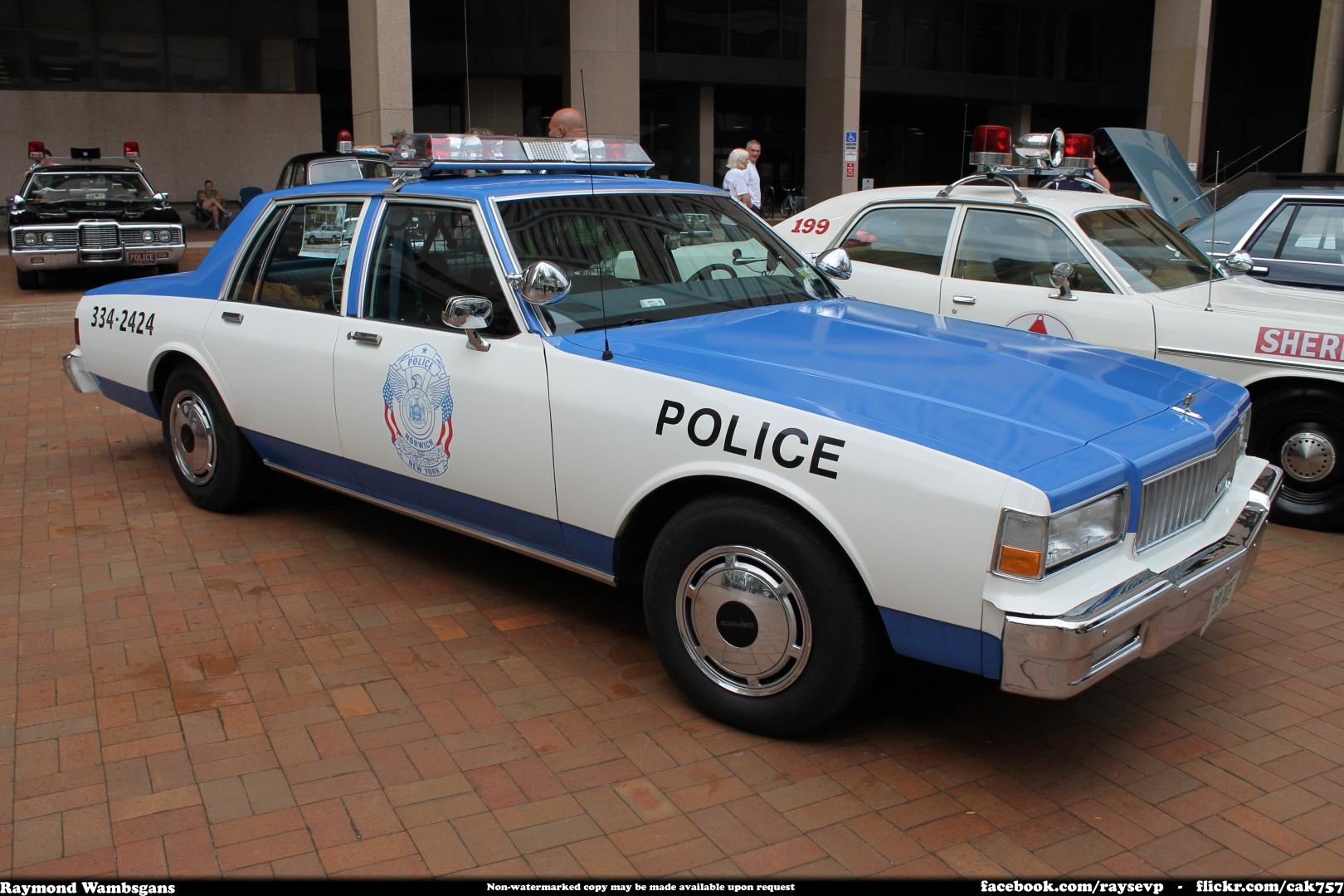
Полицейский Chevrolet Caprice
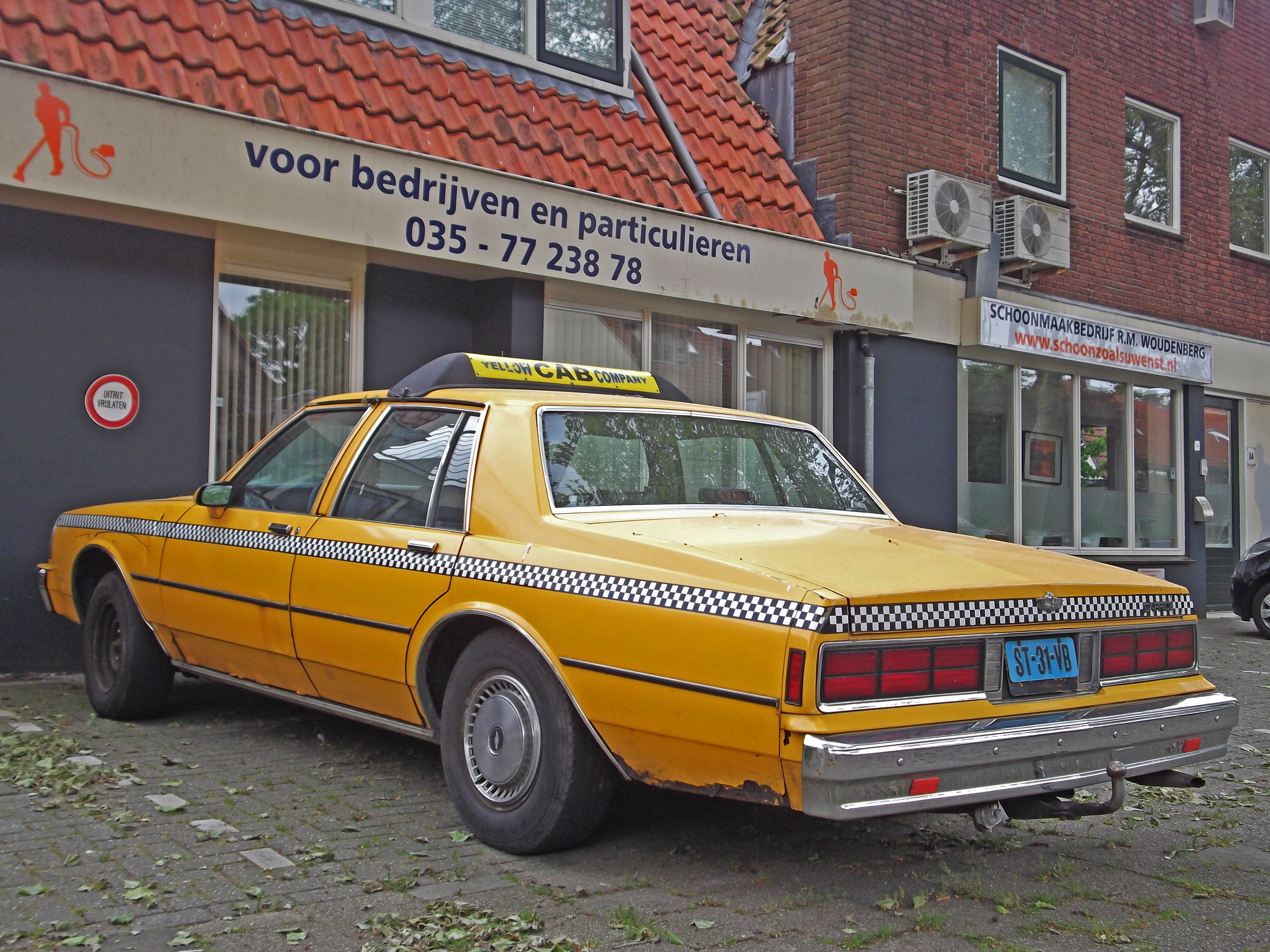
Chevrolet Caprice такси

### Двигатели
Базовым силовым агрегатом был 4,1-литровый рядный 6-цилиндровый двигатель (110 л.с.). Этот двигатель был наиболее экономичным: в городском цикле он расходовал 14 л. на 100 км, а на трассе — 11 л на 100 км.
В более дорогих комплектациях (базовый на универсале) устанавливался 5-литровый классический V8 «Small-Block» версии 305 CDI мощностью 145 л.с. (с двухкамерным карбюратором) и 5.7-литровый V8 версии 350 CDI мощностью 170 л.с. (с четырёхкамерным карбюратором «Rochester»). 5.7-литровый V8 350 вскоре был убран из линейки Caprice, однако для универсала взамен появился дизельный двигатель Oldsmobile V8 350 того же объёма (105 л.с.).
Изначально все двигатели агрегатировались с трёхступенчатой автоматической коробкой передач «Turbo Hydra-Matic».
В 1981 году двигатели Caprice получили электронную систему контроля над выбросами (англ. Computer Command Control) и работали в паре с новой 4-ступенчатую автоматическую коробку передач с повышающей четвёртой передачи (Overdrive).
В 1985 году линейка двигателей была представлена лишь 4,3-литровым V6 модели 262 с впрыском топлива (130 л.с.) и 5-литрового карбюраторного V8 модели 305 (165 л.с.).

### Рестайлинг 1986 года

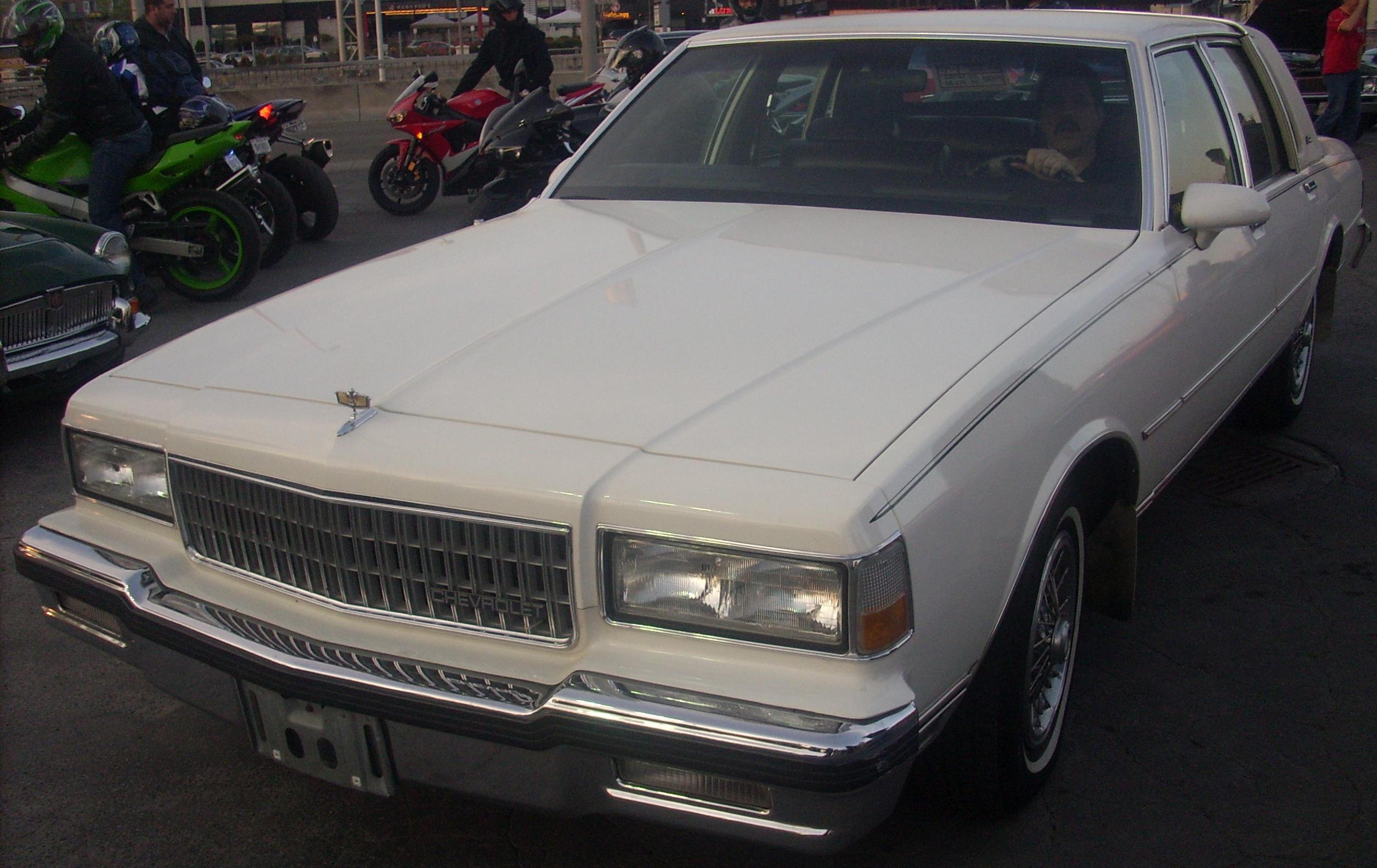
Chevrolet Caprice Classic (1987-1990)

В 1986 году автомобиль получил более обтекаемый дизайн. Изменениям подверглись передний бампер, решётка радиатора уменьшилась в размере, появились новые корпуса задних фонарей. В салоне появилась новая магнитола (соответствовала теперь формату 1.5DIN), изменился блок управления климат-контролем, а также появилась отделка салона с металлическими вставками.
С 1987 года вместо двух раздельных ламп-фар стали устанавливать прямоугольные фары в единых блоках. 

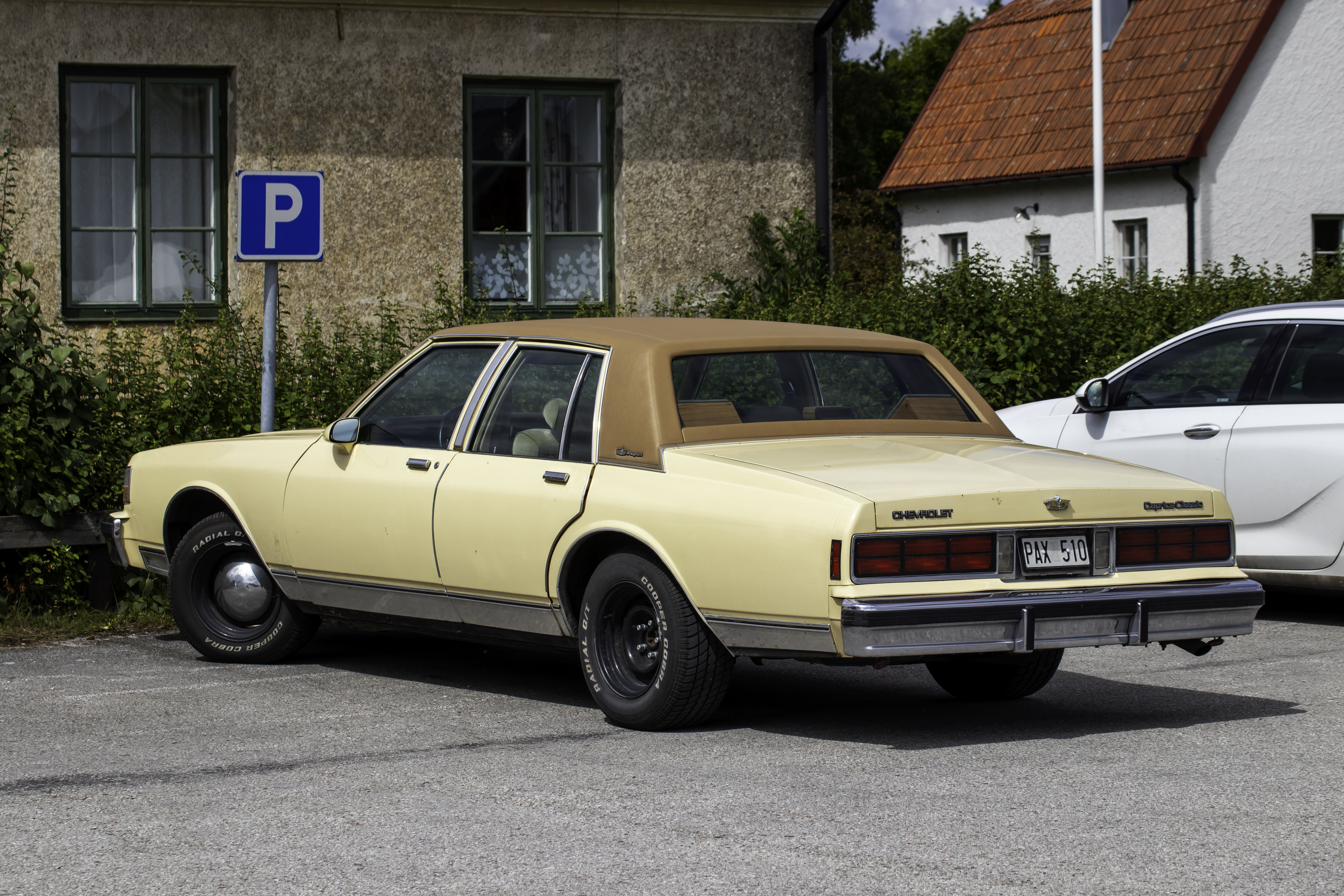
Вид сзади

К тому времени взамен модели Impala стала производиться версия Caprice с упрощённой отделкой. Стоит заметить, что с 1986 года Caprice остался единственной моделью Chevrolet на платформе B-body, в то время как все остальные модели марки переехали на платформу H-body.
В основной линейке Caprice Classic появился кузов Brougham Sedan, который имел виниловую крышу, мягкую велюровую отделку салона и раздельный (в пропорции 55/45) передний диван с центральным подлокотником. Brougham отличался вставками под дерево на приборной панели, подсветкой передних дверей и ковровым покрытием пола. Для удобства клавиши управления стеклоподъёмниками на всех моделях были перенесены с дверной карты на подлокотник.
Дополнительно появилась более дорогая версия Caprice Classic Brougham LS. Цвета кузова Brougham LS теперь были ограничены консервативными цветами: белый, чёрный, бордовый, тёмно-синий и тёмно-серый.
Третье поколение Caprice было снято с производства в 1990 году. В период с 1976 по 1990 год было изготовлено 2.881.871 автомобиль, из которых купе — 390.378 шт., седан (Caprice Classic) — 2.034.787 шт., универсал — 556,706 шт. 

## Четвёртое поколение (1990—1996)

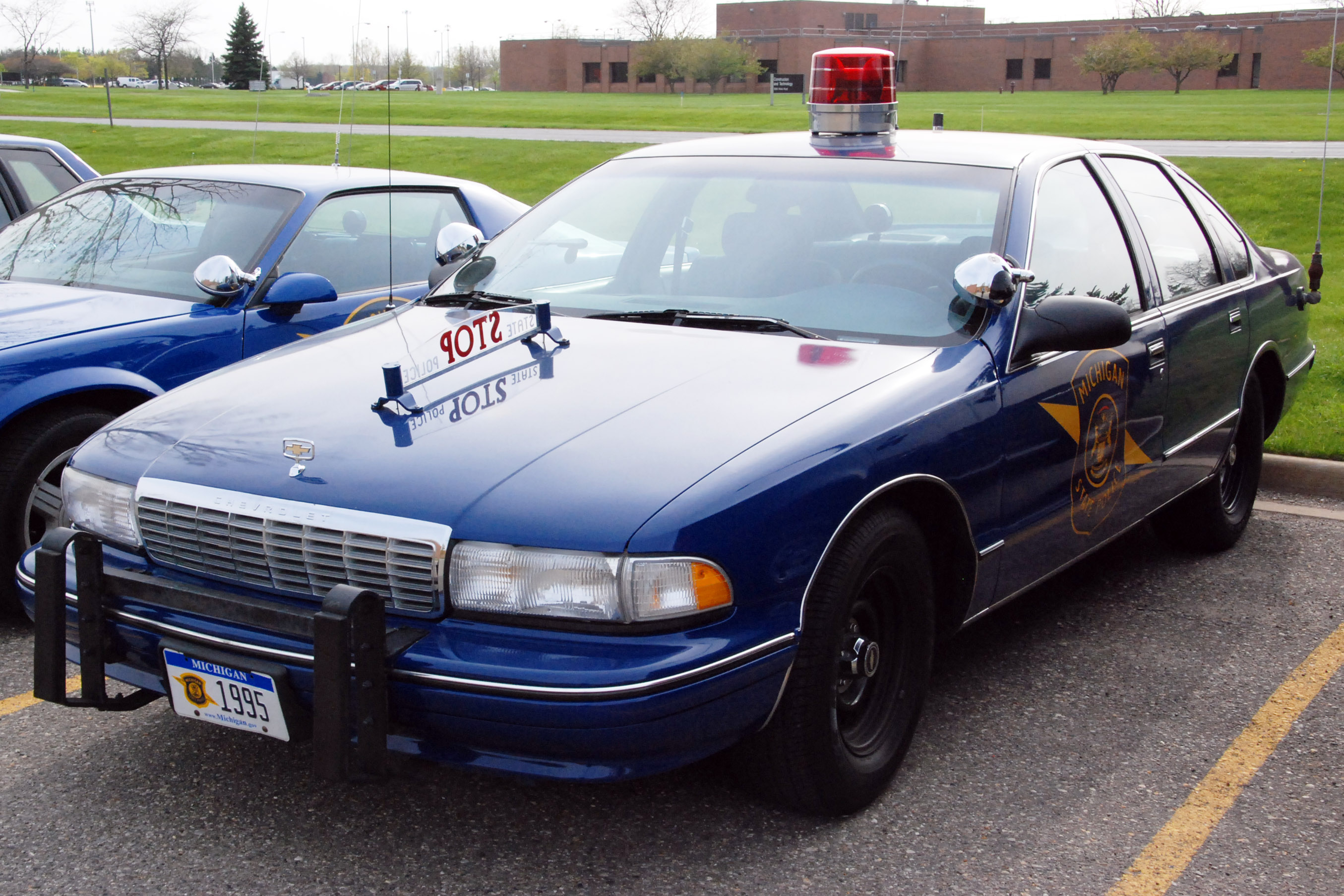
Версия Caprice для полиции Мичигана

Премьера и запуск в производство Caprice пятого поколения состоялось 12 апреле 1990 года. Кузов нового седана Caprice был кардинально модернизирован, стал более обтекаемым, окончательно ушёл в прошлое «квадратный» дизайн, с которым Caprice производился с 1977 года. Помимо седана с осени 1991 года началось производство универсала Chevrolet Caprice. Корпорация GM выпуском Caprice планировала вернуть себе первое место в качестве популярного американского полноразмерного автомобиля с новым аэродинамическим дизайном.

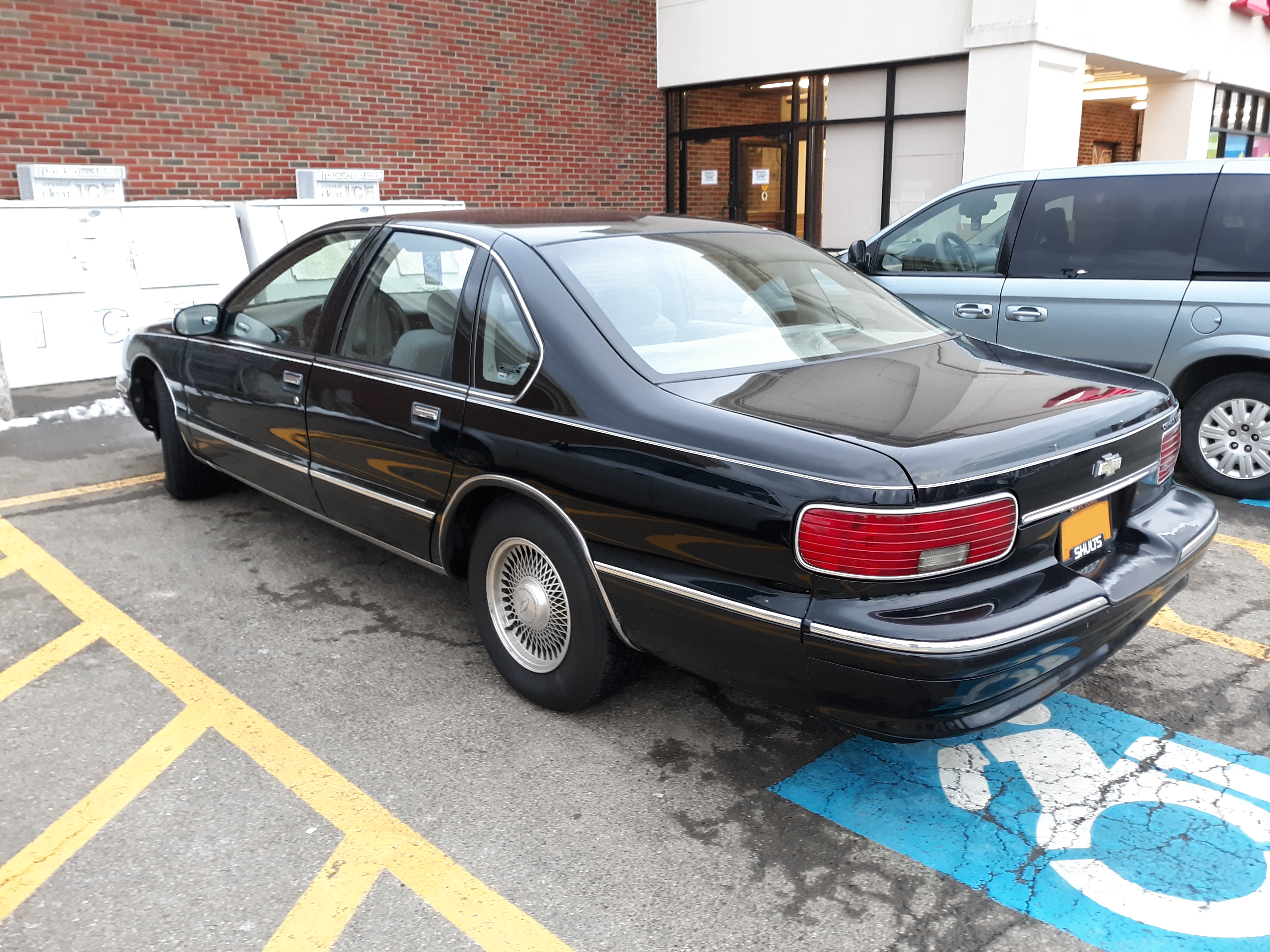
Седан. Вид сзади

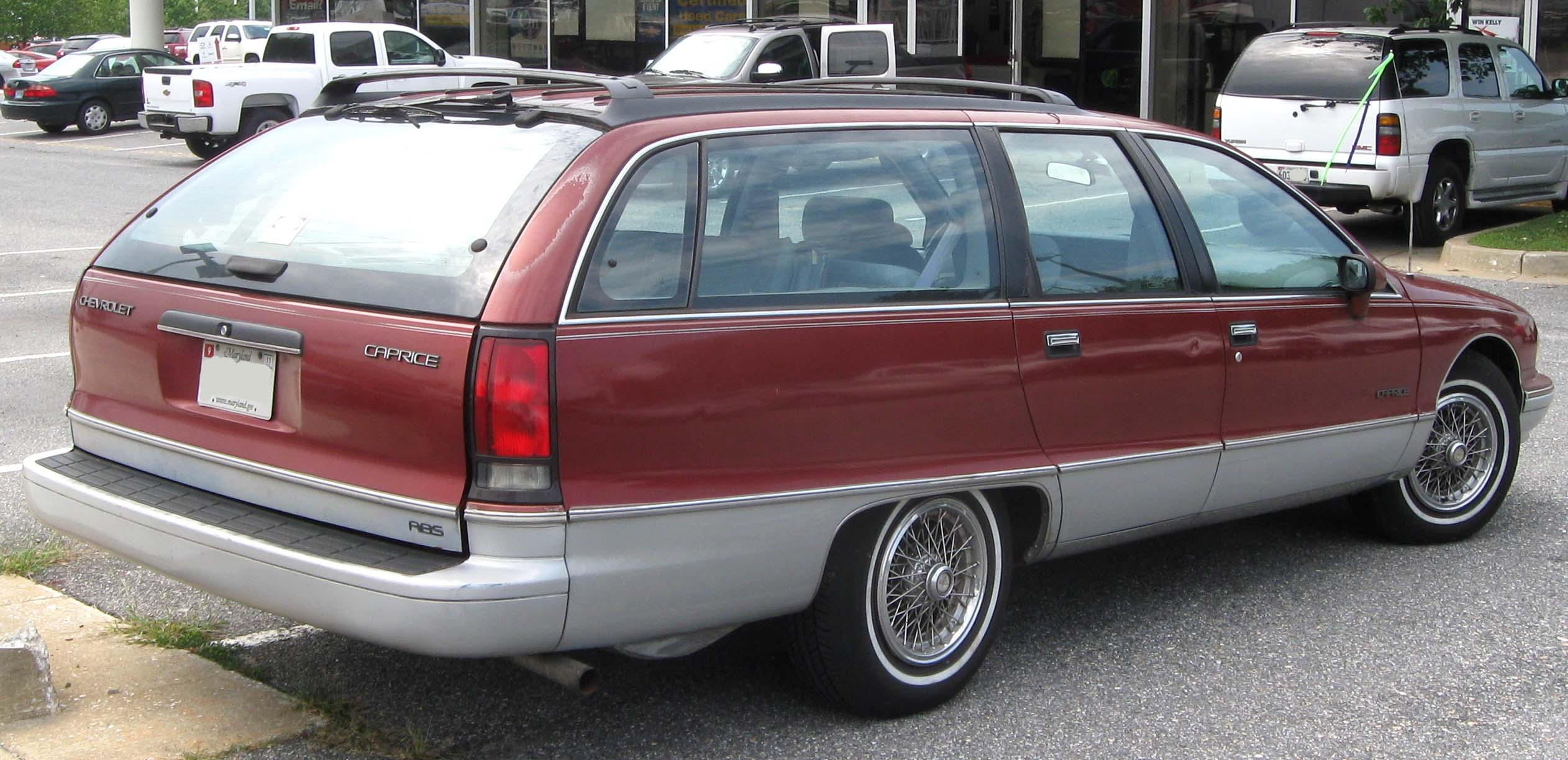
Универсал

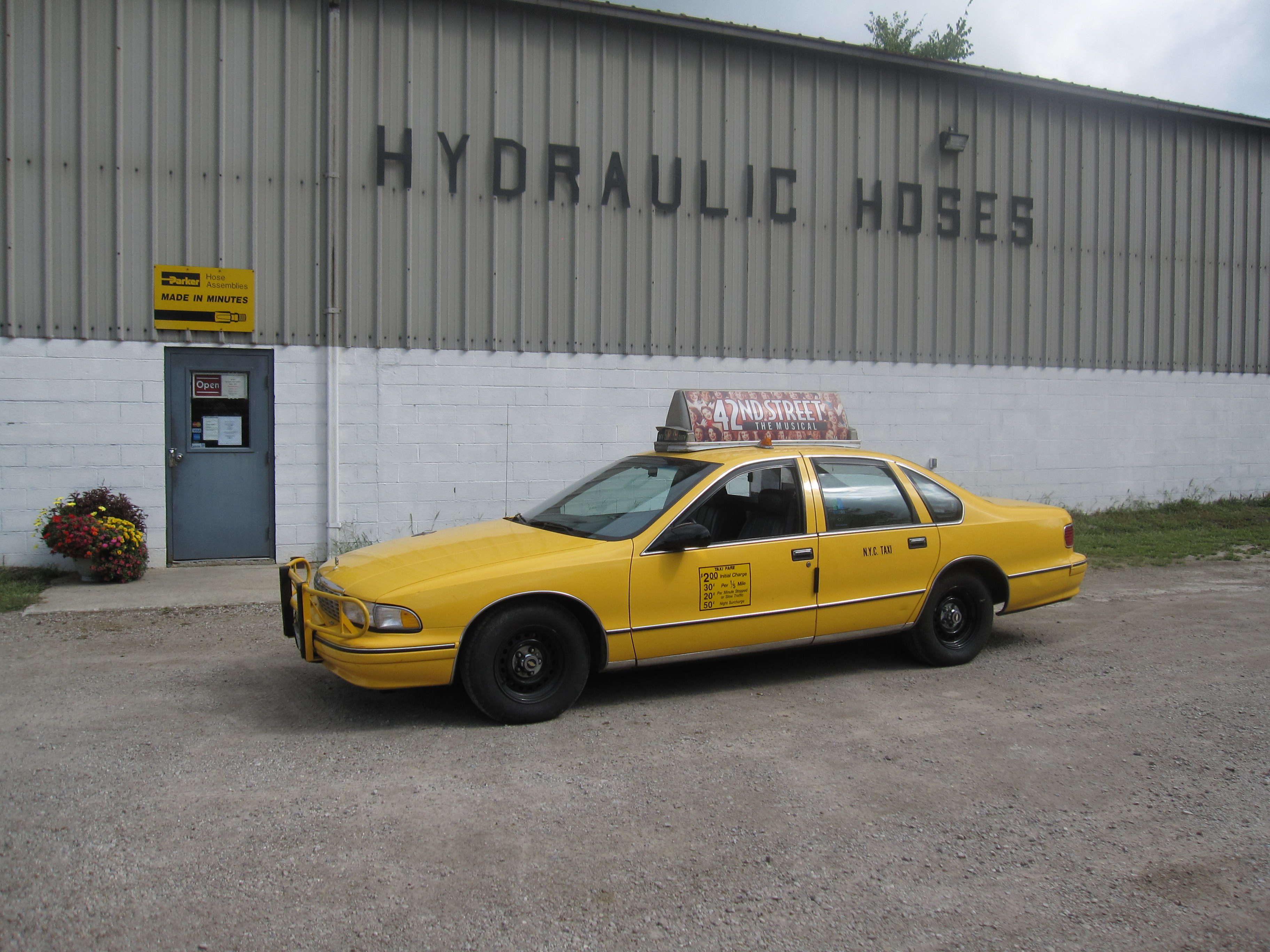
Версия Caprice для такси Нью-Йорка

Хотя кузов с интерьером и подверглись серьёзной модернизации, тем не менее рамная платформа GM B-body достались новой модели от предыдущего поколения. В конструкции подвески спереди применялись поперечные рычаги, а сзади — неразрезная балка моста с реактивными тягами на пружинах.
Спереди модель оснащалась дисковыми тормозами, а сзади — барабанными. На всех Chevrolet Caprice штатно устанавливалась антиблокировочная тормозная система.
Первоначально предлагалось две комплектации: базовая Caprice и более топовая Caprice Classic. Последняя включала в себя кондиционер, круиз-контроль, систему бесключевого доступа, аудиосистему Delco-Bose, кожаный салон и т.д.

### Двигатели
Линейка двигателей была перенесена с предыдущего поколения, в том числе V8 5,0 л. (L03). Как и у предыдущего поколения для полицейских версий ставился «Small-Block» V8 объёмом 5,7 л. L05 V8, однако в дальнейшем такой двигатель стал доступен на гражданских автомобилях Caprice. Двигатель V6 с рабочим объёмом 4,3 л. ставился на автомобили такси в целях снижения расхода топлива при значительно сниженной мощности.
Все двигатели работали в паре с четырёхступенчатой коробкой передач GM Turbo Hydramatic THM-700R4.
В 1994 году вместо двигателя Chevrolet L03 стал устанавливаться новый двигатель Chevrolet L99 V8 объёмом 4,3 л (200 л.с.). Также к моторной гамме добавился форсированный двигатель от Chevrolet Corvette (260 л.с.).
Caprice с двигателем LT1 стал одним из самых быстрых и популярных современных полицейских автомобилей в США. Этот автомобиль завоевал настолько сильную популярность у многих полицейских управлений штатов, что Caprices переоборудовался для продолжения службы в полиции даже после того, как GM прекратила производство автомобиля. Во многих полицейских участках Caprice стоял на службе дольше, чем другие полицейские машины той эпохи.

### Рестайлинг и снятие с производства
В 1993 году автомобиль получил первый небольшой фейслифтинг; появилась новая радиаторная решётка и задние стоп-сигналы. Была также видоизменена задняя колёсная арка — вместо прямого выреза она получила более традиционную полуциркульную форму, повторяющую передний колесный вырез.

Уже в 1995 году дизайн Caprice снова подвергся небольшим изменениям. Теперь на седане глухое боковое окна за задней дверью и стойкой, которое ранее было треугольным, получило так называемый «изгиб Хофмейстера» (применяемый на BMW). Также у седана и универсала изменилась форма и место крепления наружных зеркал, за счёт чего они стали складными. 

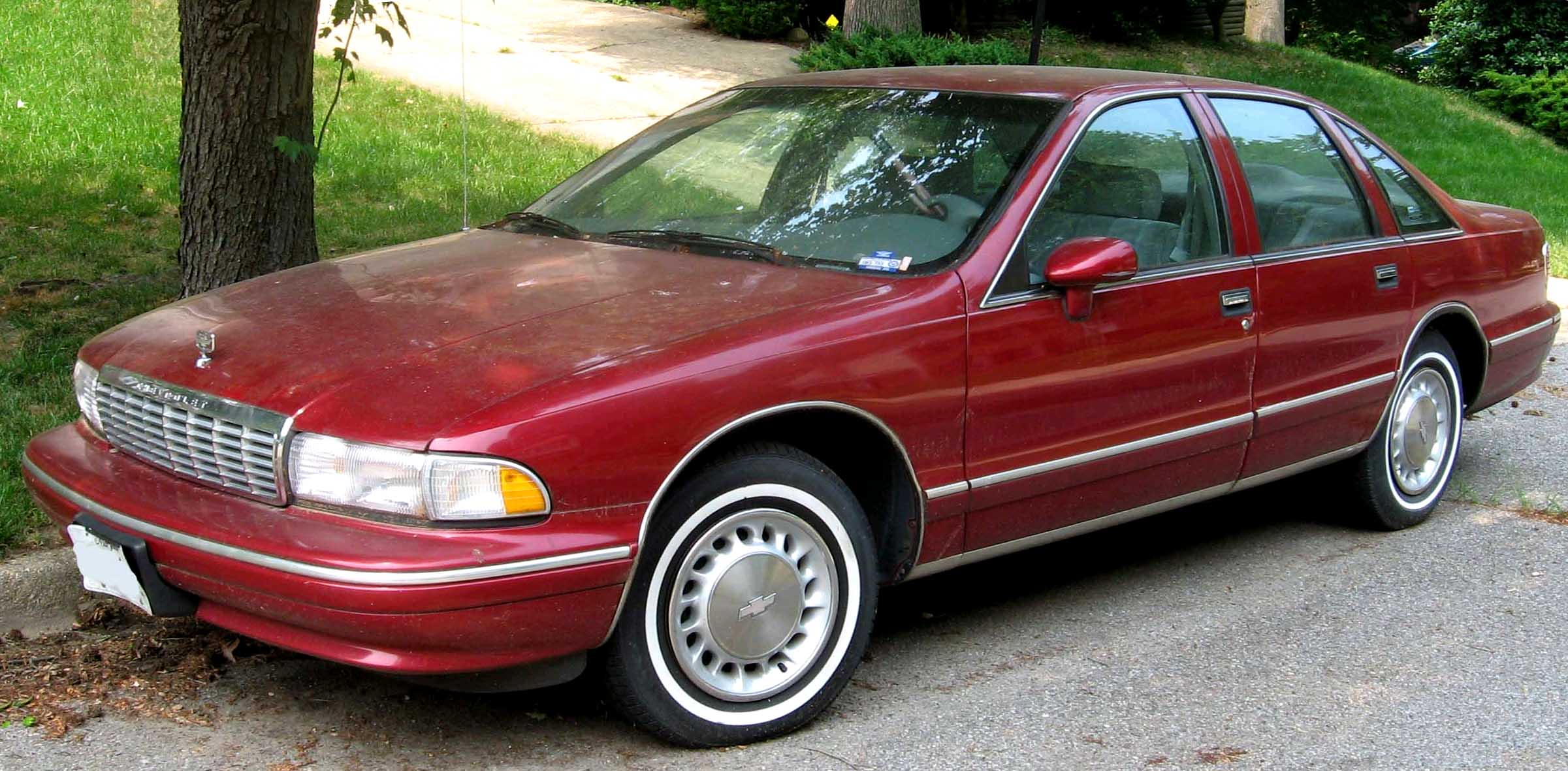
Рестайлинг 1993 года
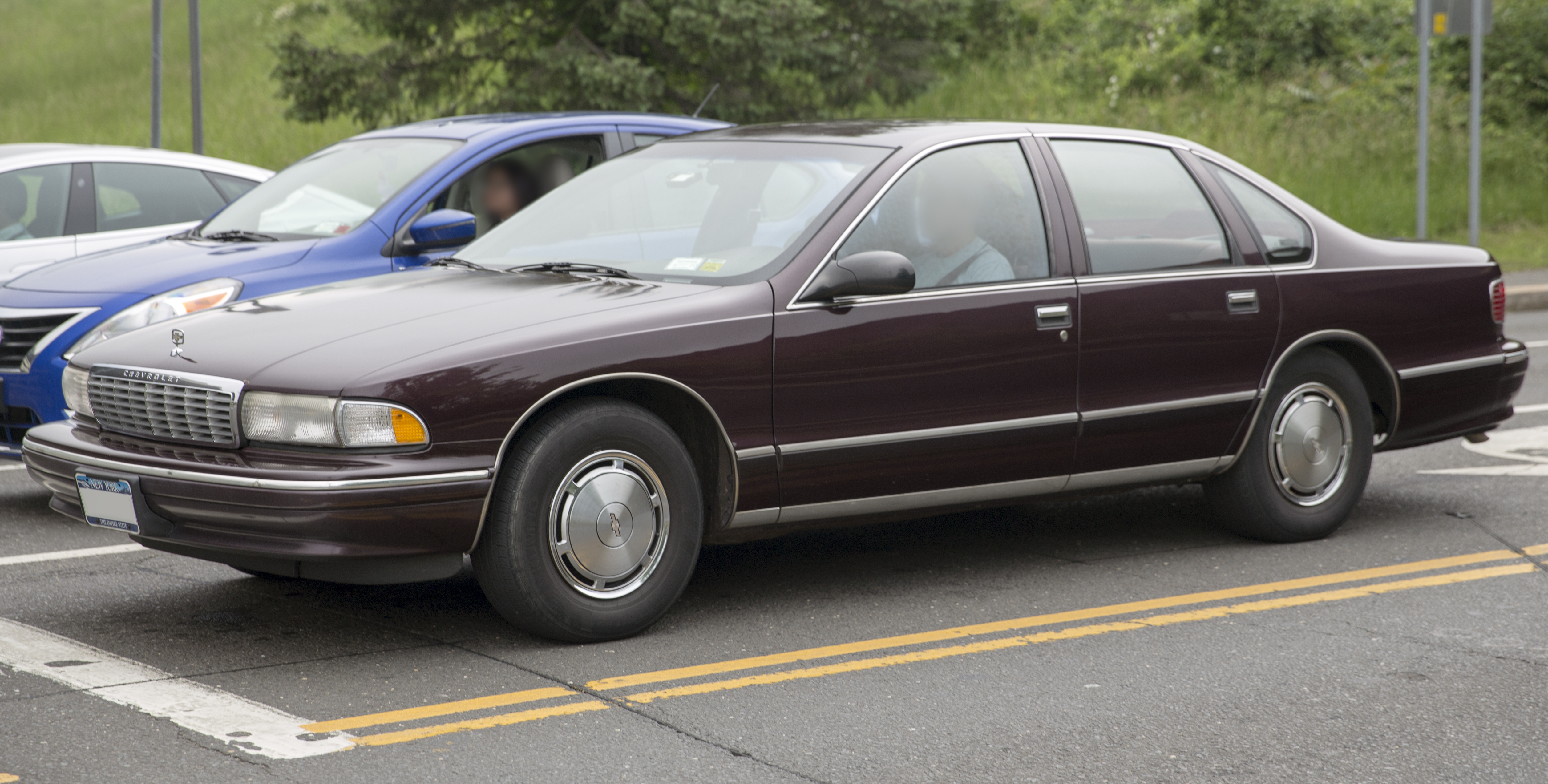
Рестайлинг 1995 года

Спрос на Chevrolet Caprice поддерживался за счёт госзаказа (для нужд полиции, пожарной охраны и прочих государственных служб и ведомств), а также за счёт американских таксомоторных парков. Однако спрос среди простых автолюбителей сокращался с каждым годом. Рестайлинг 1993 и 1995 годов не смогли повысить спрос у покупателей.
В этих условиях, а также на фоне возросшего спроса на пикапы и внедорожники, руководство GM приняло решение снять Caprice с производства. 13 декабря 1996 года с конвейера сошёл последний Chevrolet Caprice. Всего с 1991 год по 1996 год было выпущено 689 287 автомобилей.

## Пятое поколение (1999–2006)

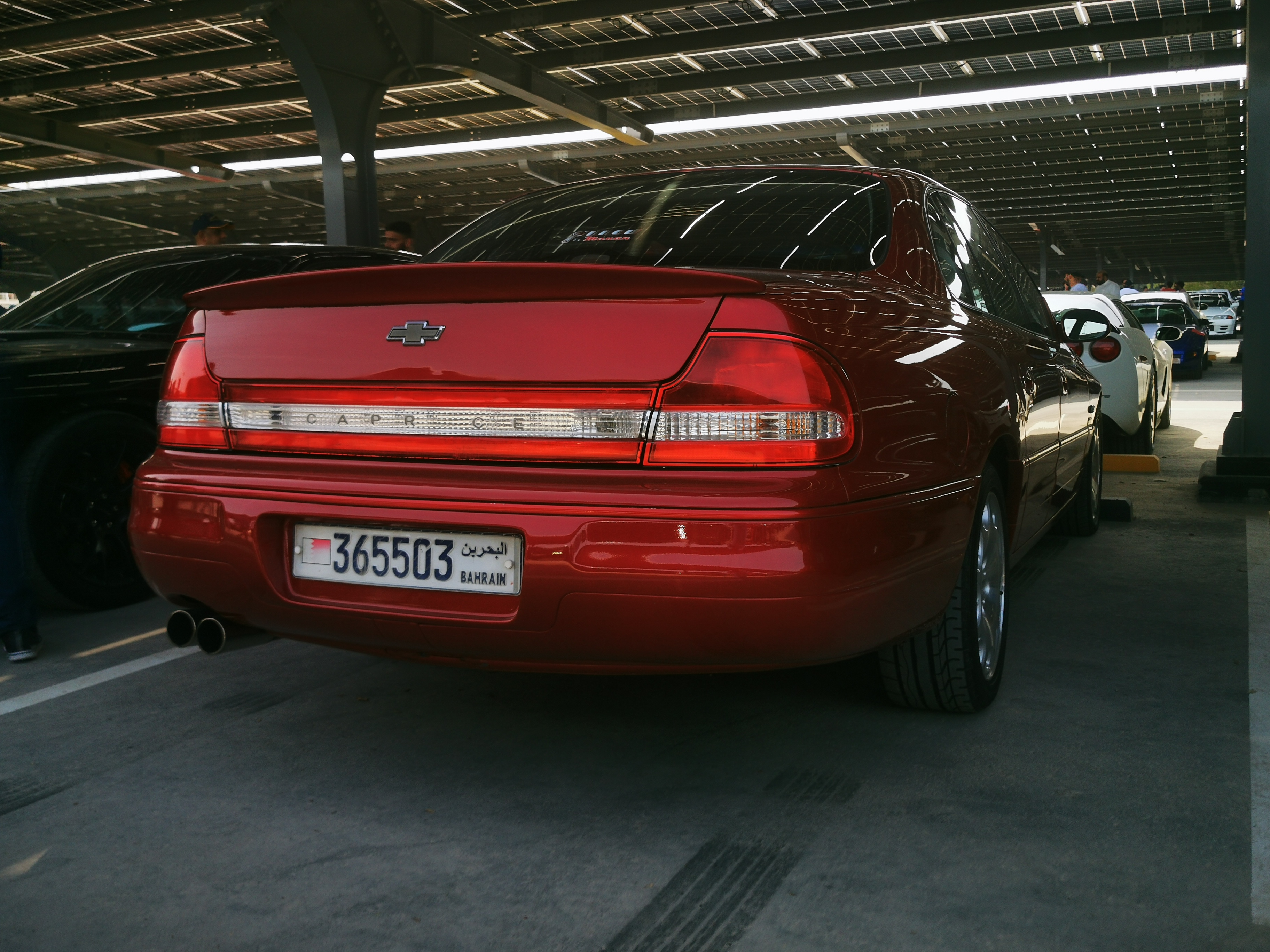
Chevrolet Caprice (1999—2003) Седан

В 1999 году General Motors возродила название Chevrolet Caprice на рынках Ближнего Востока и Латинской Америки для импортных моделей Holden Caprice. Эти автомобили были удлиненными версиями линейки Commodore, которая в то время базировалась на Opel Omega. Holden Caprice была первой моделью, в которой предусматривалось размещение рулевого колеса слева (так как в странах Ближнего Востока правостороннее, а в Австралии — левостороннее движение), чтобы иметь возможность производства экспортных версий.
Новый Chevrolet Caprice теперь производился в Австралии на мощностях компании Holden, откуда поставлялся дилерам на Ближний Востоке и Латинской Америки.
Ближневосточный Caprice был запущен в продажу в 1999 году в четырёх версиях: базовой LS, стандартной LTZ среднего класса и спортивной SS. В 2002 году появилась самая дорогая комплектация Royale. Различия между комплектациями заключались преимущественно в оснащении и небольших изменениях внешнего вида.
Базовый LS оснащался двигателем V6 объемом 3,8 л., LTZ в стандартной комплектации оснащался 5,7-литровым V8 мощностью 220 кВт (295 л.с.), SS и Royale оснащались версией того же двигателя мощностью 242 кВт (325 л.с.).

В 2003 году Holden представила обновленные модели Statesman и Caprice (поколения WK), которые были отражены в их ближневосточных версиях 2004 модельного года. Новые модели получили новые переднюю и заднюю панели и полностью переработанный интерьер. Двигатели остались без изменений.

## Шестое поколение (2006–2017)

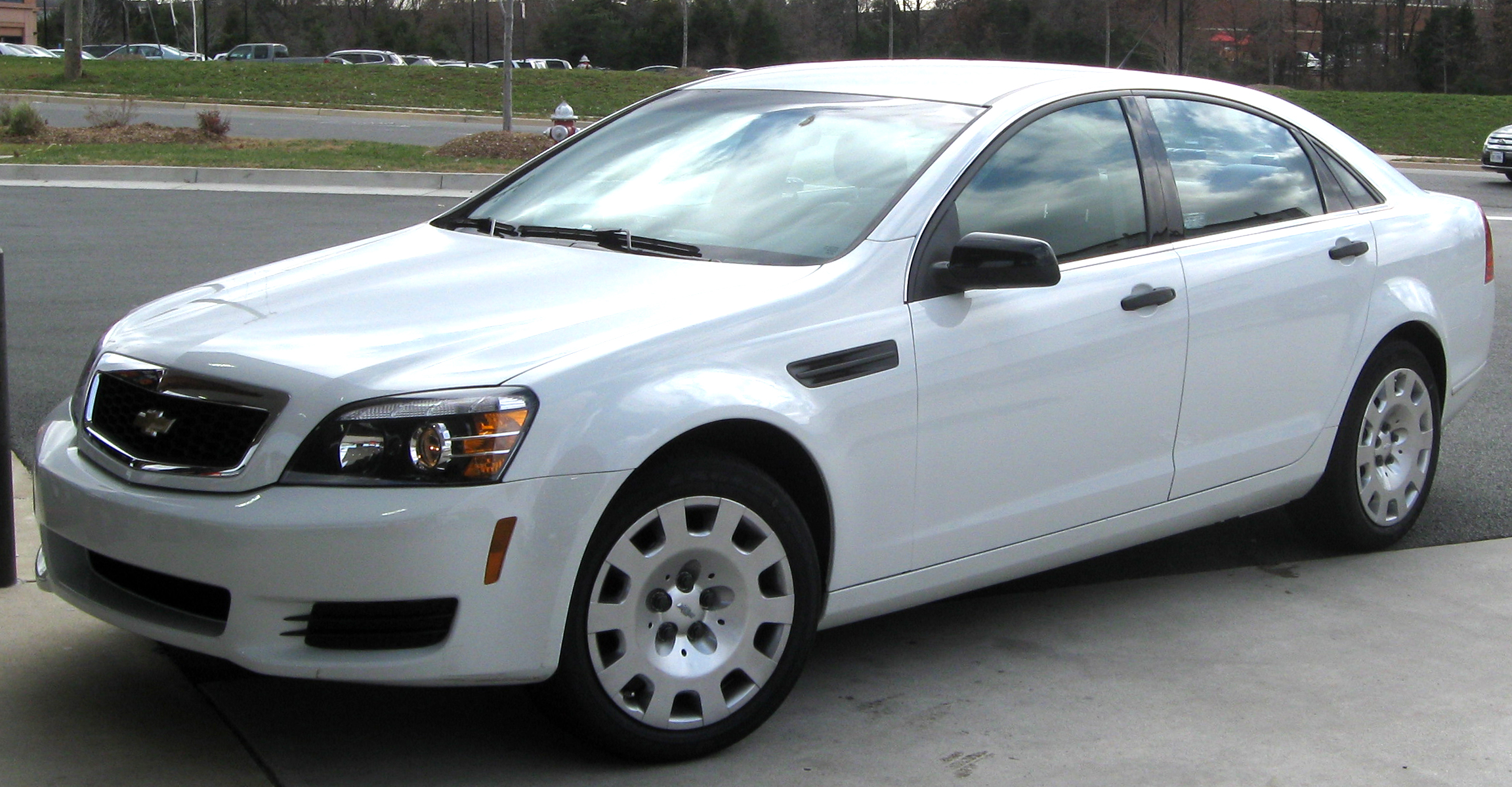
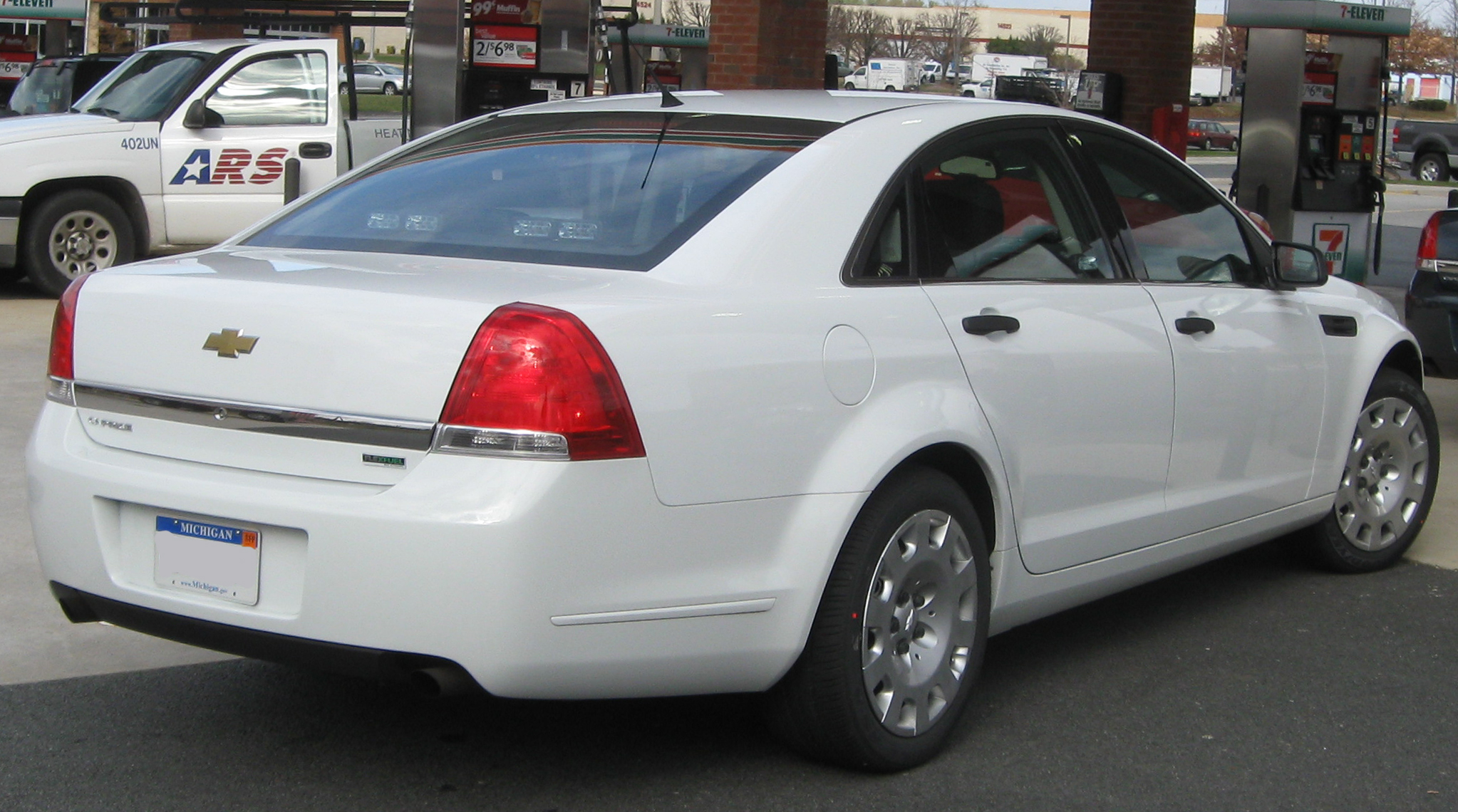